# Paul Gauguin
Pour les articles homonymes, voir Gauguin (homonymie).
« Gauguin » redirige ici. Pour les articles homophones, voir Gaugain.
Paul Gauguin, né le 7 juin 1848 à Paris et mort le 8 mai 1903 à Atuona (Hiva Oa) aux îles Marquises, est un peintre postimpressionniste français.
Chef de file de l'École de Pont-Aven et inspirateur des nabis, il est considéré comme l'un des peintres français majeurs du XIXe siècle, et l'un des plus importants précurseurs de l'art moderne avec Klimt, Cézanne, Munch, Seurat et van Gogh.

## Biographie

### Débuts

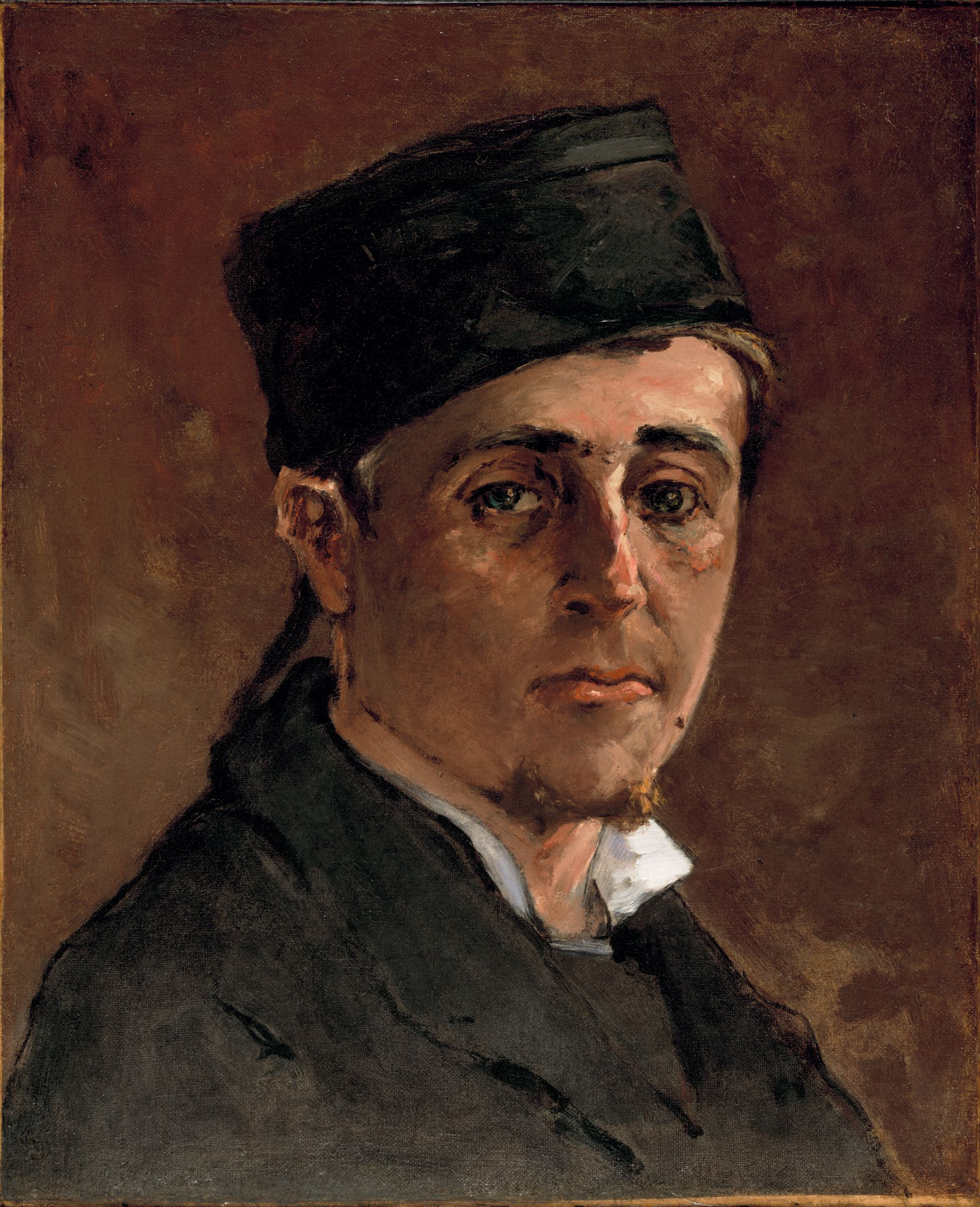
Autoportrait, vers 1875-1877

Eugène Henri Paul Gauguin naît au 56, rue Notre-Dame-de-Lorette à Paris, en 1848. Son père, Clovis Louis Pierre Guillaume Gauguin (1814-1851), est un journaliste républicain au National. Sa mère, Aline Chazal (1825-1867), est la fille de Flora Tristan et la petite fille de Thérèse Laisnay et Mariano de Tristán y Moscoso, un militaire membre d'une famille de propriétaires terriens nobles espagnols du Pérou.
Gauguin décrit sa grand-mère maternelle Flora Tristan, comme une "drôle de bonne femme". Figure de proue du romantisme, en 1833, elle était allée rejoindre son oncle Don Pio de Tristan de Moscoso, notable de Lima.
Le peintre passe sa plus jeune enfance à Lima, où son père, mort en 1851 durant le voyage depuis la France, au large de Punta Arenas et enterré à Puerto del Hambre, venait fuir le régime politique de Napoléon III, auteur d'un coup d'État qui conforta son pouvoir. De retour en France à l'âge de 7 ans, Paul fait ses études à Orléans, d'abord dans un pensionnat de la ville puis, entre 1859 et 1862, au petit séminaire de La Chapelle-Saint-Mesmin dirigé à cette époque par Mgr Félix Dupanloup.
Après son échec au concours d'entrée à l’École navale (préparé à Paris entre 1862 et 1864), il revient à Orléans, et s'inscrit, durant l'année scolaire 1864-1865 au lycée impérial de la rue Jeanne-d'Arc, futur lycée Pothier. Gauguin est ensuite embarqué sur le clipper Luzitano en qualité de novice/pilotin en décembre 1865, inscrit au Havre sous le matricule 790-3157. Il apprend aussi à jouer de l'accordéon. Il obtient le grade de lieutenant et embarque, en 1866, sur le trois-mâts Chili, dont il est le second lieutenant. Il effectue par la suite, en 1868, son service militaire dans la Marine nationale, embarqué sur la corvette Jérôme-Napoléon,. Il participe à la guerre de 1870 et prend part à la capture de six navires allemands. Après son retour à Toulon, le 23 avril 1871, il quitte la marine.
Sur la recommandation de son parrain Gustave Arosa (également mécène de Pissarro), il rejoint la société de bourse Bertin à Paris et devient agent de change à la Bourse de Paris où il connaît un certain succès dans les affaires.
En 1873, il épouse une jeune danoise luthérienne, Mette-Sophie Gad (1850-1920), à l'église protestante de la Rédemption de Paris, dans le 9e arrondissement,.
Ils partagent alors une vie bourgeoise confortable et ont cinq enfants : Émile (es) (1874-1955), Aline (1877-1897), Clovis, Jean-René (1881-1961), qui deviendra sculpteur, et Paul-Rollon (ou Pola) (1883-1961). Il s'installe avec sa famille en 1877, dans le XVe arrondissement de Paris, d'abord rue des Fourneaux (actuelle rue Falguière), puis rue Carcel.

Les débuts
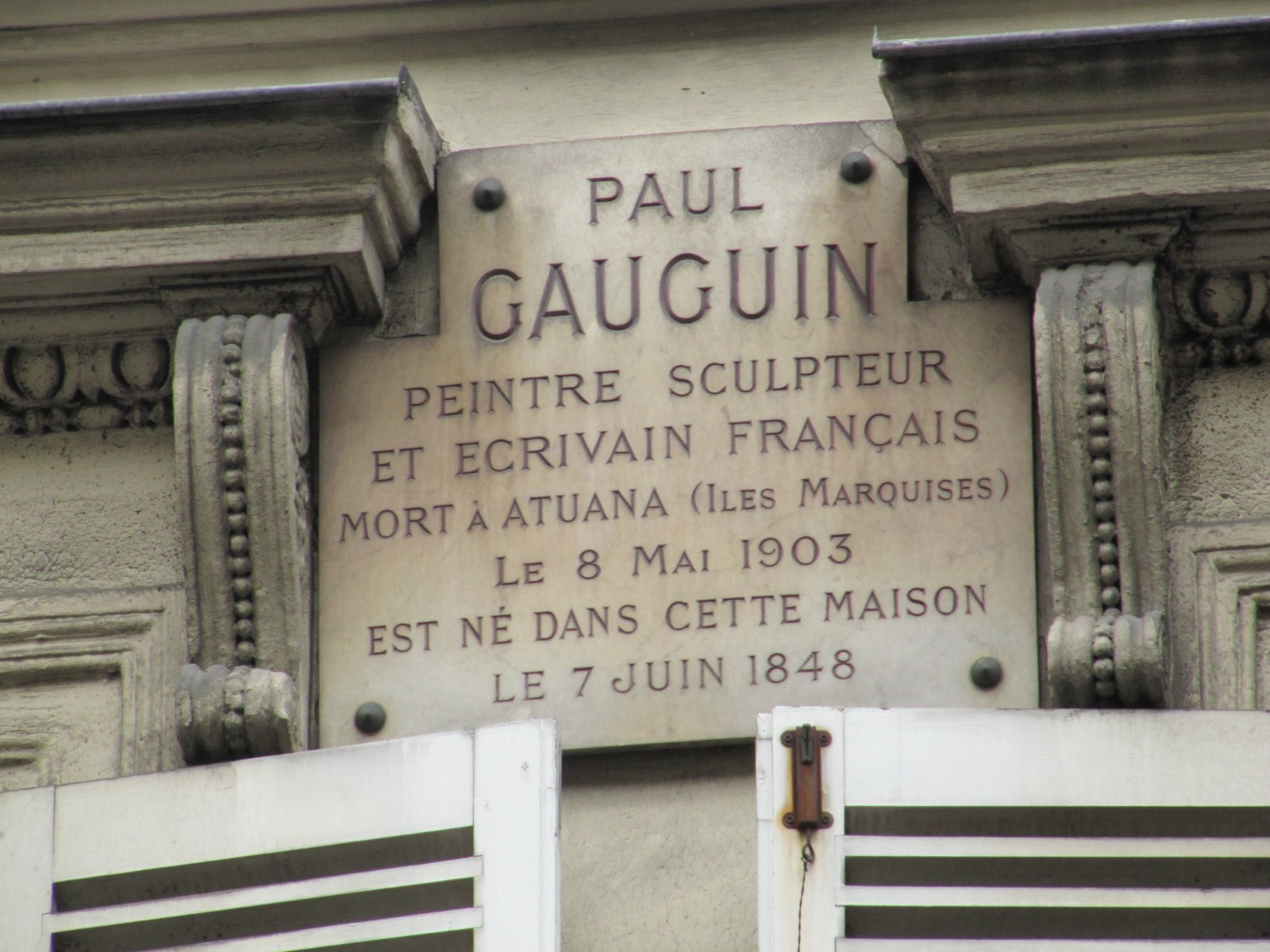
Maison natale, au 56 rue Notre-Dame de Lorette, à Paris.
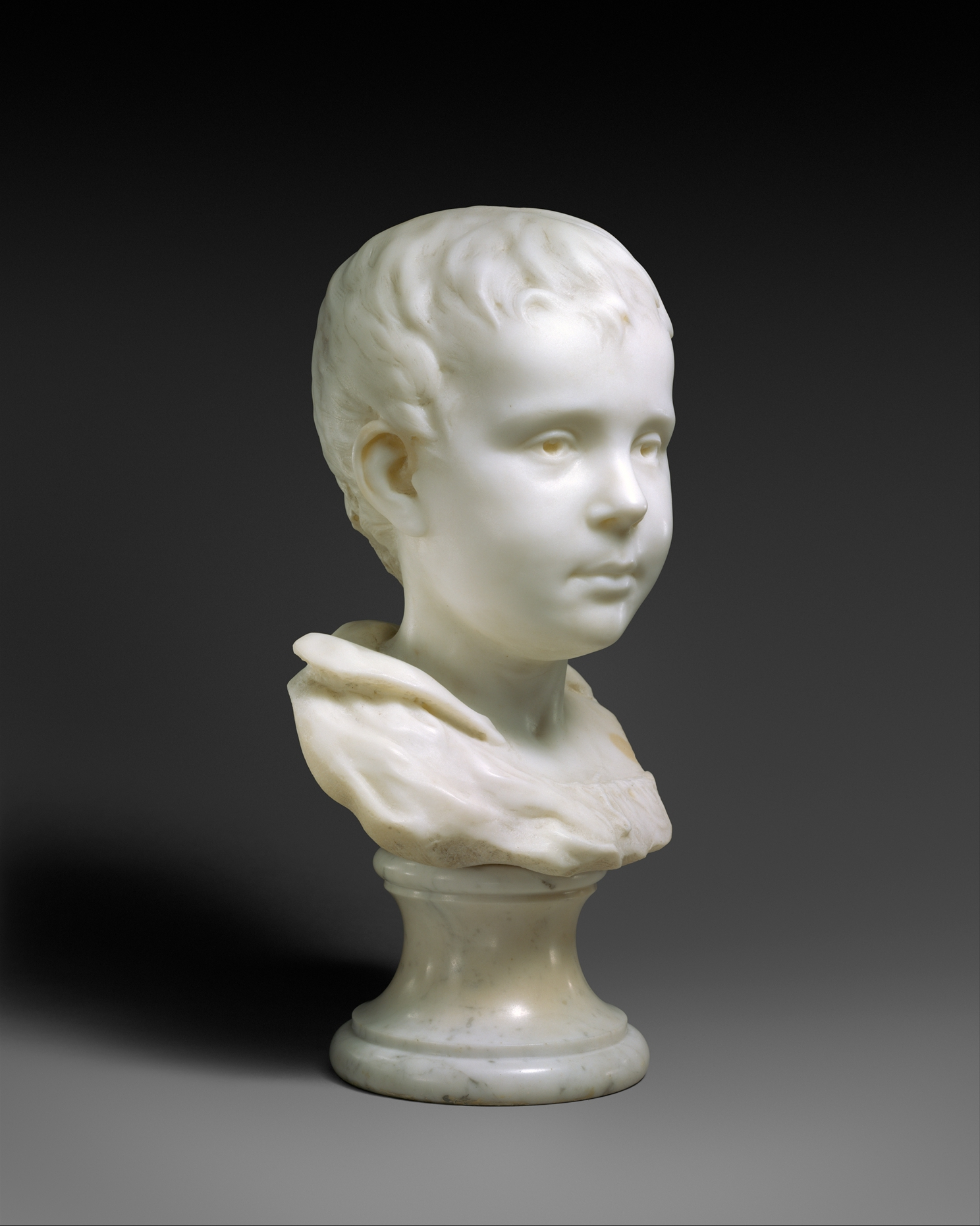
Buste d’Émile, 1877-1878 par Paul Gauguin Metropolitan Museum of Art.
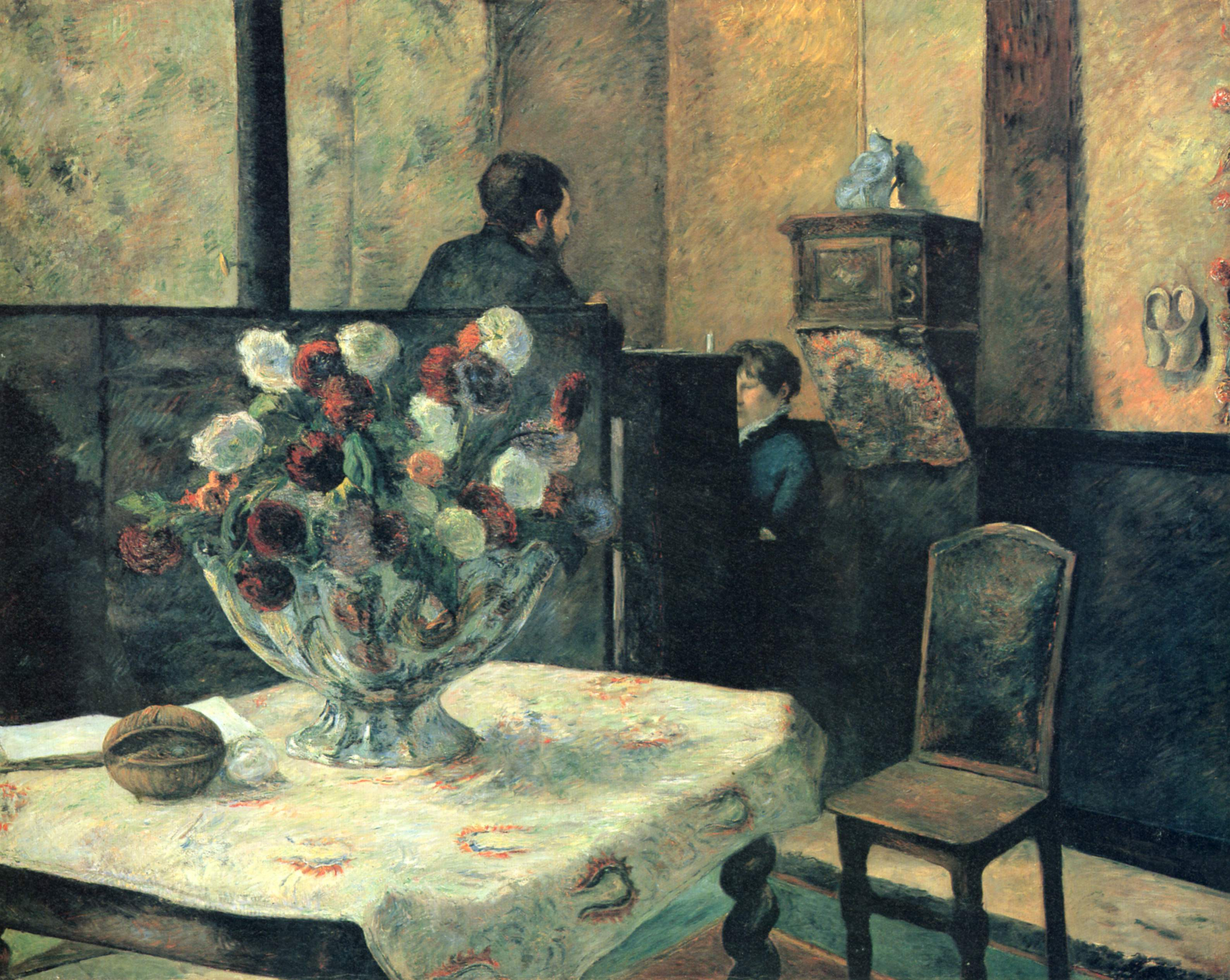
Appartement de Gauguin, rue Carcel, 1881 Galerie nationale d'Oslo.

### Paul Gauguin et les impressionnistes

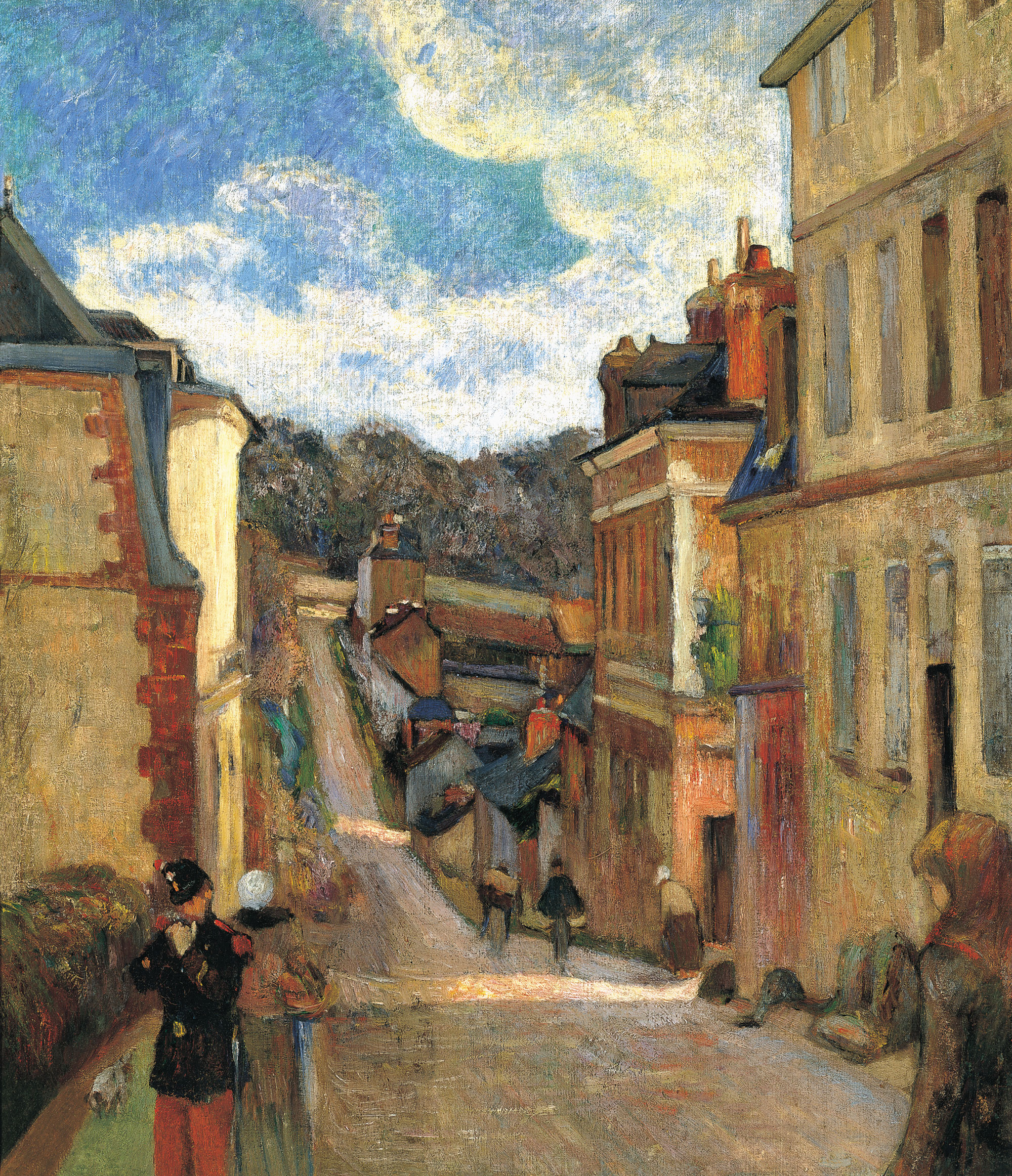
Rue Jouvenet à Rouen, 1884
Musée Thyssen-Bornemisza, Madrid.

Son tuteur, Gustave Arosa (en) est un homme d'affaires et grand amateur d'art, et sa fille Marguerite Arosa a appris à Gauguin la peinture à l'huile. Grâce à Arosa en 1874, il rencontre Pissarro qui le présente bientôt à Cézanne, Guillaumin et aux autres membres du cercle émergent d'artistes qualifiés d'« impressionnistes » après leur première exposition collective en 1874. Comme son tuteur, Gauguin devient amateur d'art et s'essaye alors à la peinture. Il participe, de 1879 à 1886, aux cinq dernières expositions du groupe des impressionnistes.
En 1879 il peut s'offrir des toiles des meilleurs impressionnistes : Cézanne, Manet, Pissarro, Renoir, Sisley... Il vit à Paris impasse Firmin (actuellement 74 Rue Falguière). le 10 mai est né son troisième enfant Clovis et il travaille encore à la Bourse.
En 1882, il abandonne son emploi de courtier en bourse (qui est dans une phase de mauvaise conjoncture, avec la faillite de l'Union générale) pour se consacrer à sa nouvelle passion, la peinture.
Il vient de perdre son emploi à trente-cinq ans et déjà père de cinq enfants. La vie dans la capitale est trop chère pour subvenir aux besoins de sa famille, et il décide de s'établir à Rouen. C'est là que vit alors Camille Pissarro, qui l'a guidé dans son approche de l'impressionnisme. Pendant ces dix mois passés à Rouen, il réalise près de quarante tableaux, principalement des vues de la ville et de ses alentours.
Cela ne suffit pas pour vivre et, en 1883, il part vivre avec sa femme et ses enfants dans la famille de celle-ci à Copenhague. Il abandonne la peinture pour devenir représentant en toile goudronnée ; mais il ne semble pas doué pour ce travail, ses affaires vont mal et sa belle-famille lui reproche son mode de vie bohème. Il retourne donc à Paris, avec son fils Clovis, pour peindre à plein temps et laisse sa femme et ses autres enfants au Danemark, n'ayant pas les moyens d'assurer leur subsistance. Une fois dissipé le pécule accumulé pendant les années prospères, il connait la misère. Il est contraint pour vivre de faire le colleur d'affiches dans les gares.
En 1885, il commence à travailler la céramique et s’associe avec Ernest Chaplet pour produire 50 œuvres en céramique. Cette même année, il fréquente le café-restaurant Au Tambourin, tenu par Agostina Segatori, une modèle italienne, au 62 boulevard de Clichy.

### Symbolisme et voyage en Amérique
Les symbolistes, apparus dans les années 1880, étaient las de la société moderne et cherchaient à échapper à la réalité. Ils commencent à exprimer leurs rêves et leurs visions par des couleurs, des formes et des compositions éclatantes. Dans cette optique, Gauguin durant l'été 1886, sur les conseils de Félix Armand Marie Jobbé-Duval, visite le petit village de Pont-Aven. Il se passionne pour son histoire, son folklore et ses rituels, et la simplicité et la franchise « primitive » des paysans de la région le séduisent. La Bretagne est son premier pas loin de Paris, et les œuvres réalisées à cette époque marquent une rupture stylistique majeure avec l'impressionnisme.
A Pont-Aven il rencontre Émile Bernard, le tenant du cloisonnisme, et de retour à Paris, en novembre, il rencontre pour la première fois Vincent van Gogh.

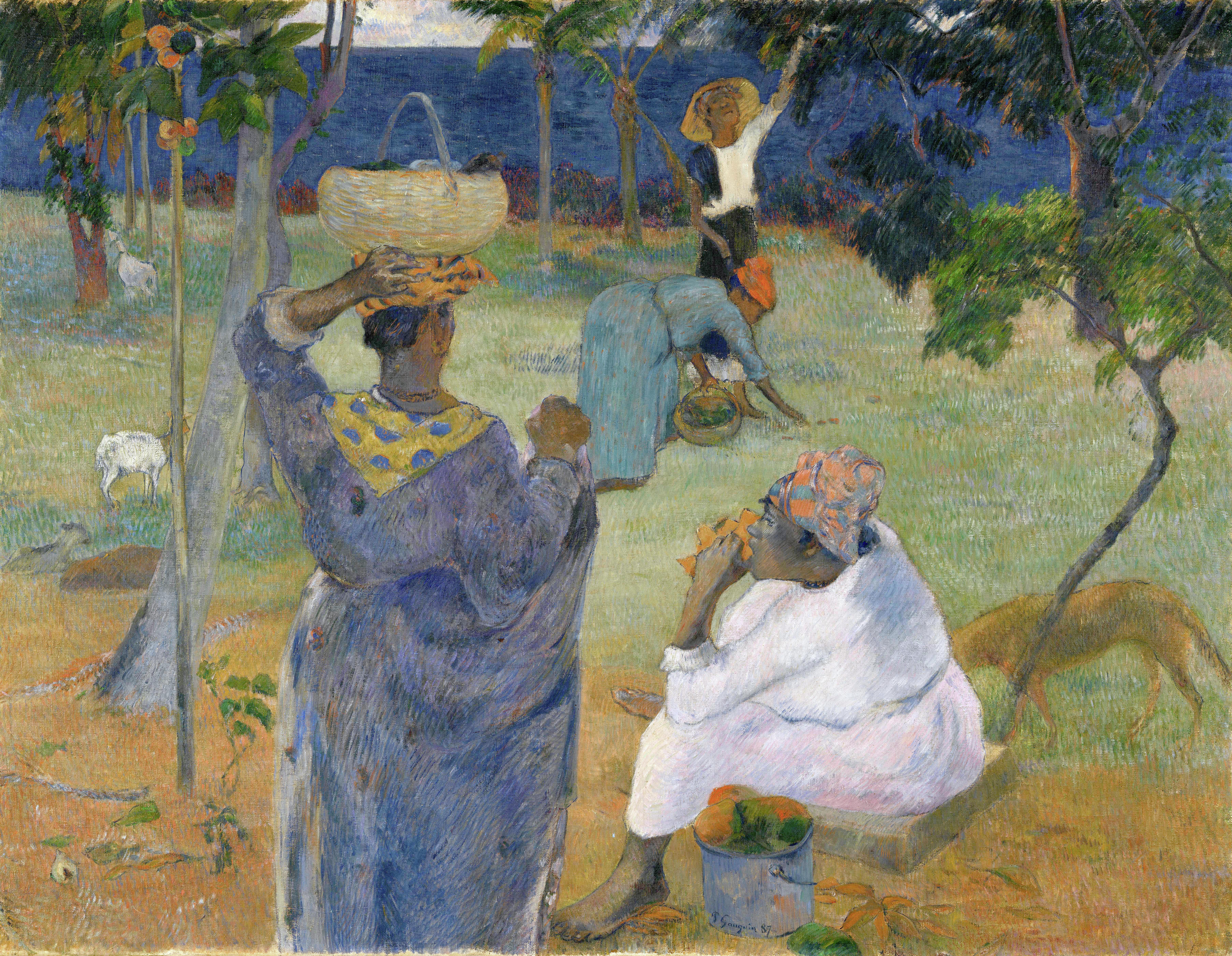
Les Manguiers, Martinique, 1887
Musée Van-Gogh, Amsterdam.

En avril 1887, il s'embarque avec le peintre Charles Laval pour le Panama où ils vont travailler au percement du canal. Ils y rencontrent des conditions de vie particulièrement difficiles[réf. nécessaire] et décident de partir dès qu'ils auront réuni suffisamment d'argent pour la Martinique, que Gauguin avait découverte lors d'une escale[réf. souhaitée].

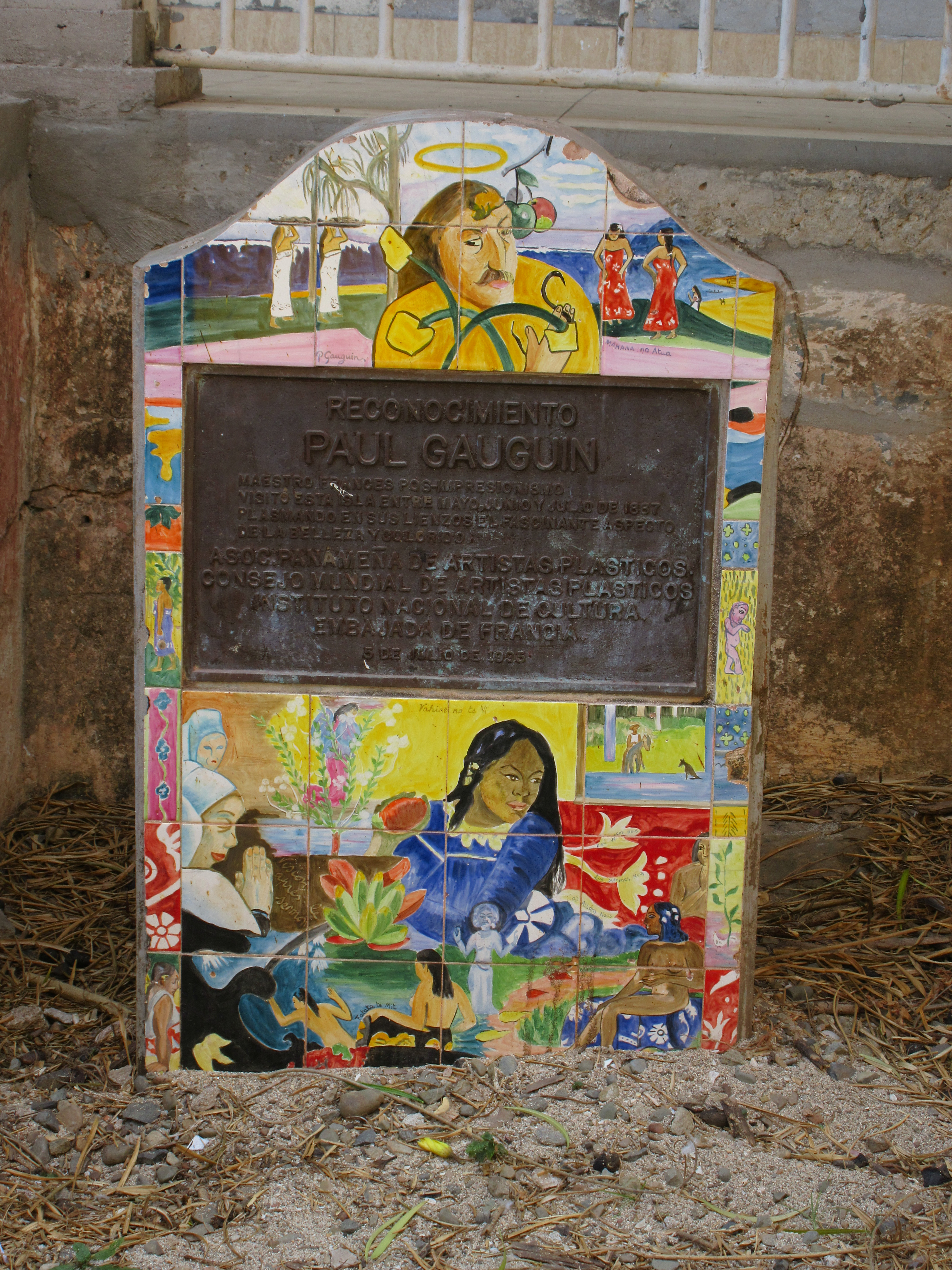
Borne souvenir du passage de Paul Gauguin dans l'île de Taboga au Panama

Après un séjour à l'île de Taboga, où il voulait vivre « comme un sauvage », il rejoint la Martinique où les conditions de vie sont plus faciles et moins chères, de juin à octobre 1887, à l'Anse Turin au Carbet à deux kilomètres de Saint-Pierre, où se trouve, toujours aujourd'hui, un Centre d’Interprétation qui lui est consacré. Enthousiasmé par la lumière et les paysages, il peint dix-sept toiles lors de son séjour.
« L’expérience que j’ai faite à la Martinique est décisive. Là seulement je me suis senti vraiment moi-même, et c’est dans ce que j’ai rapporté qu’il faut me chercher si on veut savoir qui je suis, plus encore que dans mes œuvres de Bretagne. » (Paul Gauguin à Charles Morice, 1891)[réf. nécessaire]
Malade de dysenterie et du paludisme, et sans ressources pour vivre, Gauguin regagne la métropole en novembre 1887. Laval prolonge son séjour jusqu'en 1888[réf. souhaitée].
A Paris, il est à la dérive, et accepte un lit dans la maison d'Émile Schuffenecker. Ils se sont rencontrés en 1872, alors qu'ils étaient tous deux employés chez un agent de change. Jusqu'à leur brouille, au début des années 1890, Schuffenecker soutient Gauguin et l'encourage à se lancer dans une carrière de peintre. Il le nourrit et l'héberge à plusieurs reprises. Gauguin espère le succès d'une exposition que lui prépare Théo Van Gogh mais qui sera un fiasco absolu. Il trouve un peu de soulagement dans l'étude des œuvres du Musée Guimet et dans l'ardeur de son travail de la céramique.

### Synthétisme à Pont-Aven

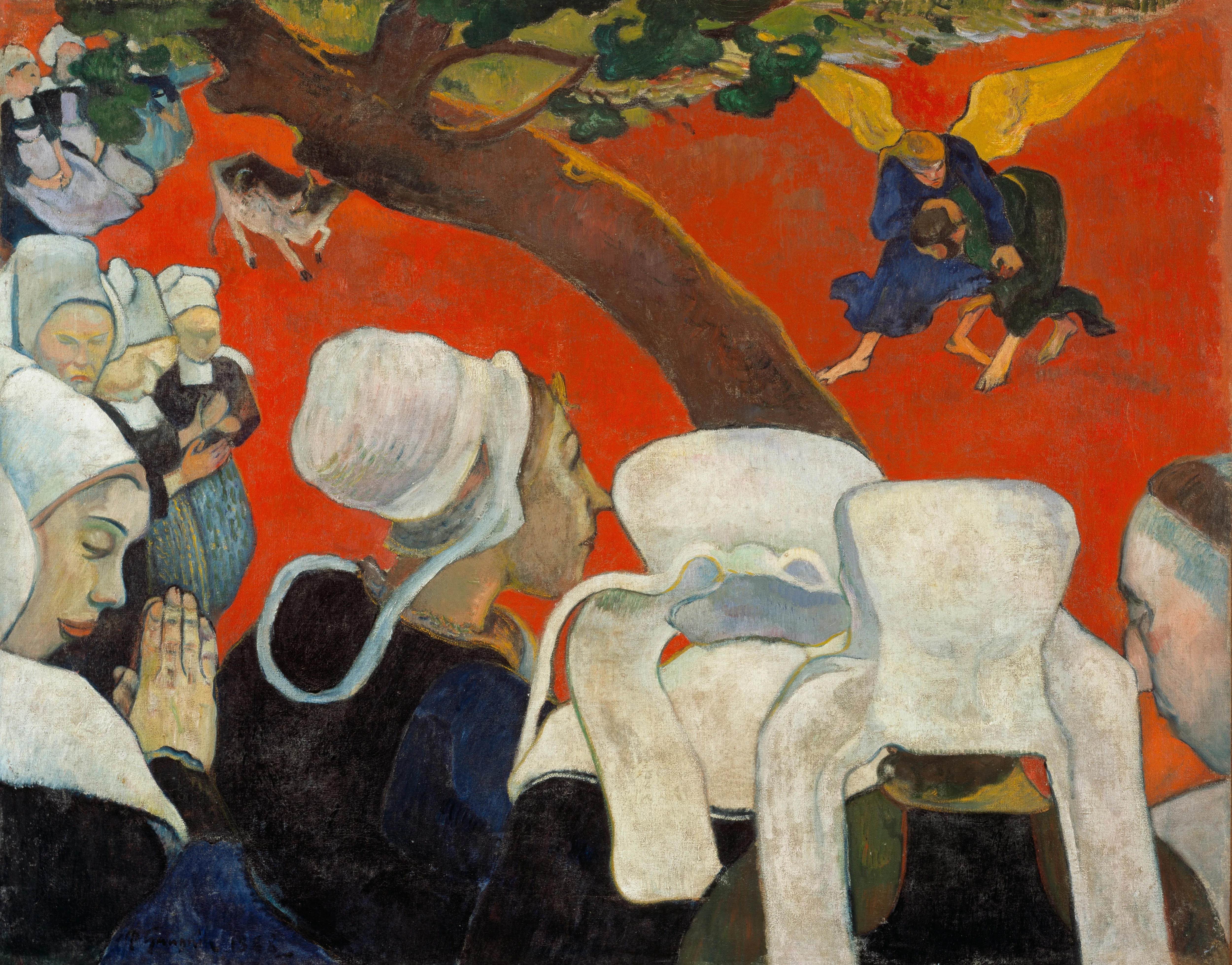
La Vision après le sermon ou La Lutte de Jacob avec l'ange (1888), Galerie nationale d'Écosse, Édimbourg.

Il ne peut plus supporter Paris et rejoint, début 1888, en Bretagne, un groupe de peintres expérimentaux, plus jeunes, car il a alors la quarantaine, connu comme l'École de Pont-Aven. Dans une lettre de 1888 écrite à Émile Schuffenecker, il lui exprime son credo qui sera l'âme des contestations artistiques à venir : 

« Un conseil, ne copiez pas trop d'après nature, l'art est une abstraction, tirez-la de la nature en rêvant devant, et pensez plus à la création qu'au résultat. »

Sous l'influence du peintre Émile Bernard, novateur et très croyant, son style évolue. Bernard a élaboré avec son ami Anquetin, une technique nouvelle, le "cloisonnisme" qui s'inspire des larges teintes plates et des contours noirs des vitraux médiévaux. Gauguin devient alors plus naturel et plus synthétique. Il cherche son inspiration dans l'art exotique et les estampes japonaises, pour peindre des œuvres modernes qui soient spirituellement chargées de sens. Il se retrouve dans un groupe cette fois plus homogène avec Laval, Moret et Ernest de Chamaillard, en oppositon par rapport aux autres peintres de la pension.
Cette année-là, il peint La Vision après le sermon, aussi appelée La Lutte de Jacob avec l'ange, qui influencera Pablo Picasso, Henri Matisse et Edvard Munch.[réf. nécessaire]. Dans une lettre à Van Gogh, il écrit : « Pour moi, le paysage et le combat n'existent que dans l'imagination des gens qui prient après le sermon. ».
Pour son tableau représentant un Christ jaune, il se serait inspiré de la sculpture de la Chapelle de Tremalo, près de Pont-Aven. Son ami, le peintre et avocat Ernest de Chamaillard, l'assiste dans une affaire qui l'oppose à l'aubergiste Marie Henry[réf. nécessaire].
Son intérêt croissant pour la plasticité de ses formes s'inspire en partie de Paul Cézanne, vers lequel il se tourne de plus en plus à partir de 1889. Il l'admire depuis ses débuts en 1881, et, lorsqu'il commençait une nature morte, il aurait dit : « Faisons un Cézanne. » Collectionneur passionné de Cézanne, il affectionne particulièrement La Nature morte au compotier, au verre et aux pommes (vers 1889), qu'il conserva jusqu'à ce que des considérations financières le contraignent à le vendre en 1898.

### Épisode d'Arles

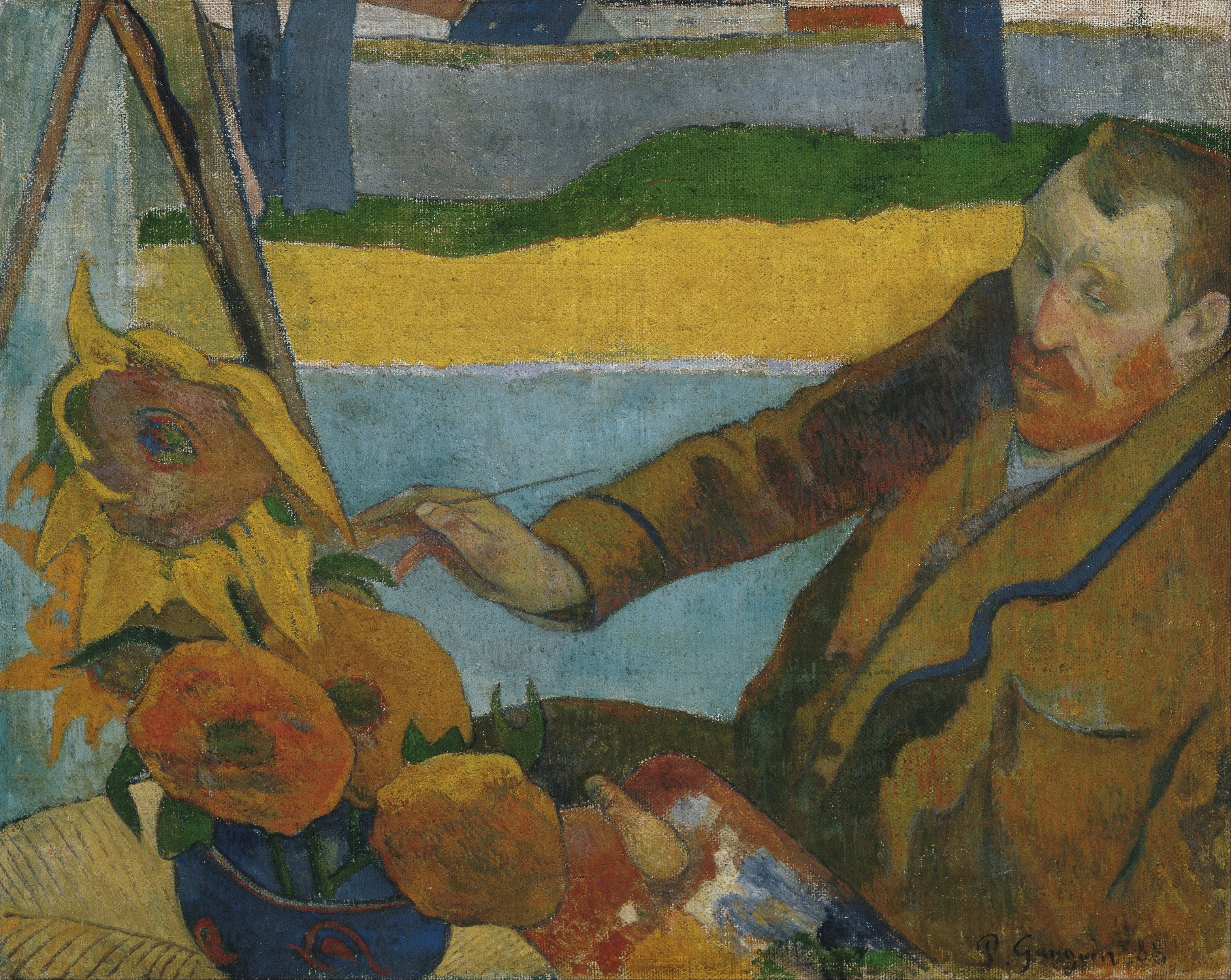
Van Gogh peignant des tournesols, 1888. Musée Van-Gogh, Amsterdam.

Gauguin rejoint Vincent van Gogh qui l'a invité à venir à Arles, dans le sud de la France, en septembre 1888, grâce au frère de celui-ci, Théodorus. Les deux artistes échangent depuis plusieurs mois une longue correspondance, se confiant mutuellement l'avancée de leurs recherches vers une vision non naturaliste du paysage.
Il découvre les estampes japonaises à travers Vincent van Gogh, alors qu'ils passent ensemble deux mois (d'octobre à décembre) à peindre. Ils peignent alors la série sur les Alyscamps, des portraits, des paysages et des natures mortes. Les deux confrères sont très sensibles et connaissent des moments de dépression — Gauguin, comme Van Gogh, tentera de se suicider.
Rapprochés par un intérêt commun pour la couleur, les deux peintres entrent en conflit personnel et artistique, qui culmine quand Gauguin peint Van Gogh peignant des tournesols, portrait dont Van Gogh dira : « C'est bien moi, mais devenu fou. » Leur cohabitation tourne mal et se termine sur le fameux épisode de l'oreille coupée de Van Gogh, le 23 décembre 1888.

### Paris à nouveau
En 1889, de retour à Paris, il visite plusieurs fois l'Exposition universelle de Paris, s'enthousiasmant pour le pavillon de Java dont l'art hiératique et symbolique le frappe et ce pour toujours.

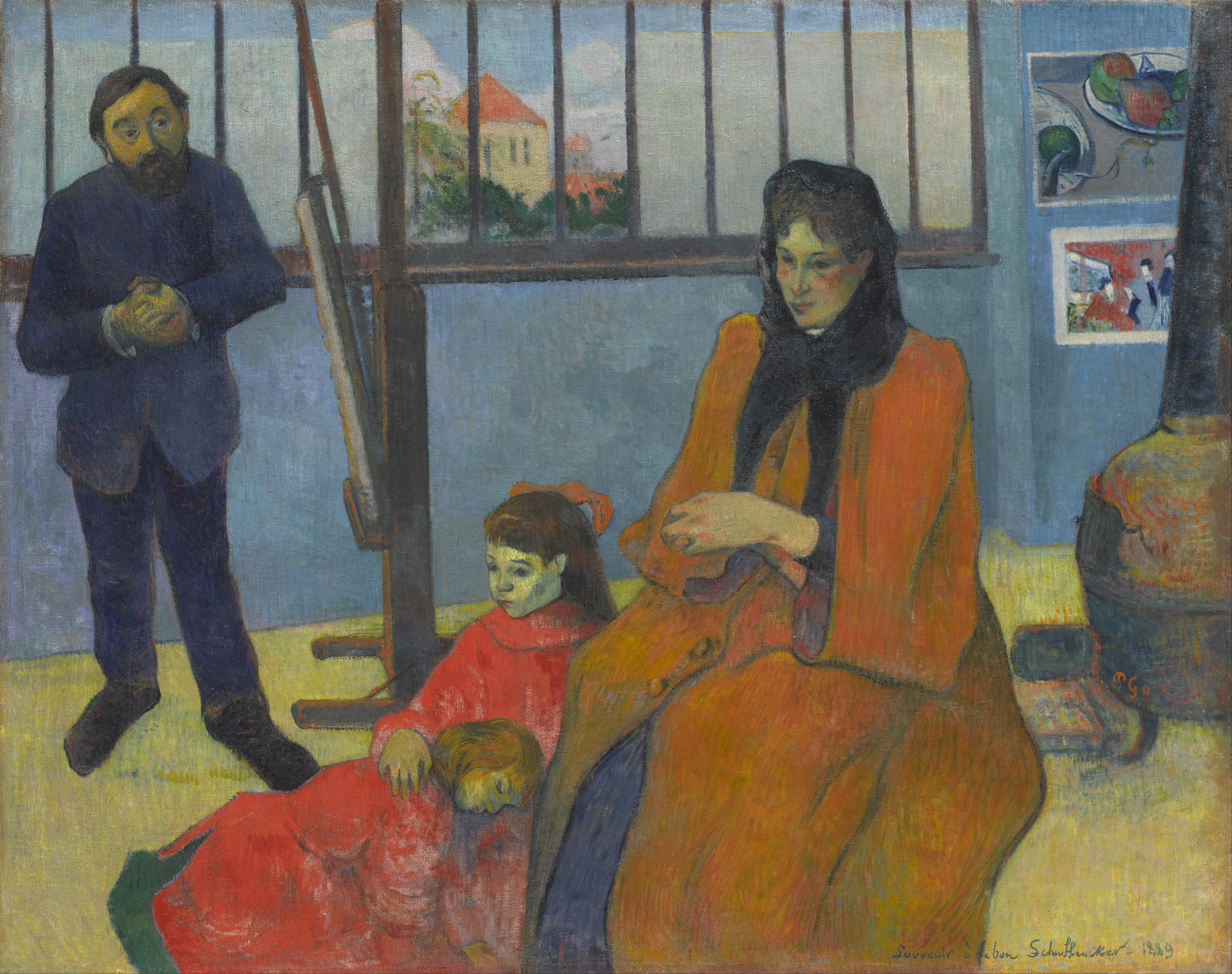
L'Atelier de Schuffenecker, 1889
musée d'Orsay, Paris

Émile Schuffenecker a l'idée de l'exposition de 1889 chez Volpini, moment-clé de l'influence de Gauguin chez les jeunes peintres. Gauguin y associe ses amis Bernard, Laval, Schuffenecker, Anquetin, Fauché et Daniel de Monfreid. Parmi ses défenseurs, Maillol, Suzanne Valadon et Maurice Denis. Mais sur le plan économique c'est un fiasco complet, et il en est de même à l'exposition de Bruxelles à laquelle il participe avec le groupe des XX.

### Séjour à Pont-Aven
Rendu amer par la misère et déjà las de l'ambiance du Café Voltaire où se réunissent les symbolistes, il passe encore l'été et l'automne 1889 en Bretagne. Il y réalise La Belle Angèle, Le Christ jaune et Le Christ vert et se consacre aussi à la sculpture sur bois. Son ami intime au Pouldu est le hollandais Meyer de Haan, qui discrètement l'aide financièrement. Ils ont fait connaissance par l'intermédiaire de Pissarro : De Hann, est musicien et peintre et reconnaît Gauguin comme son maître incontesté.

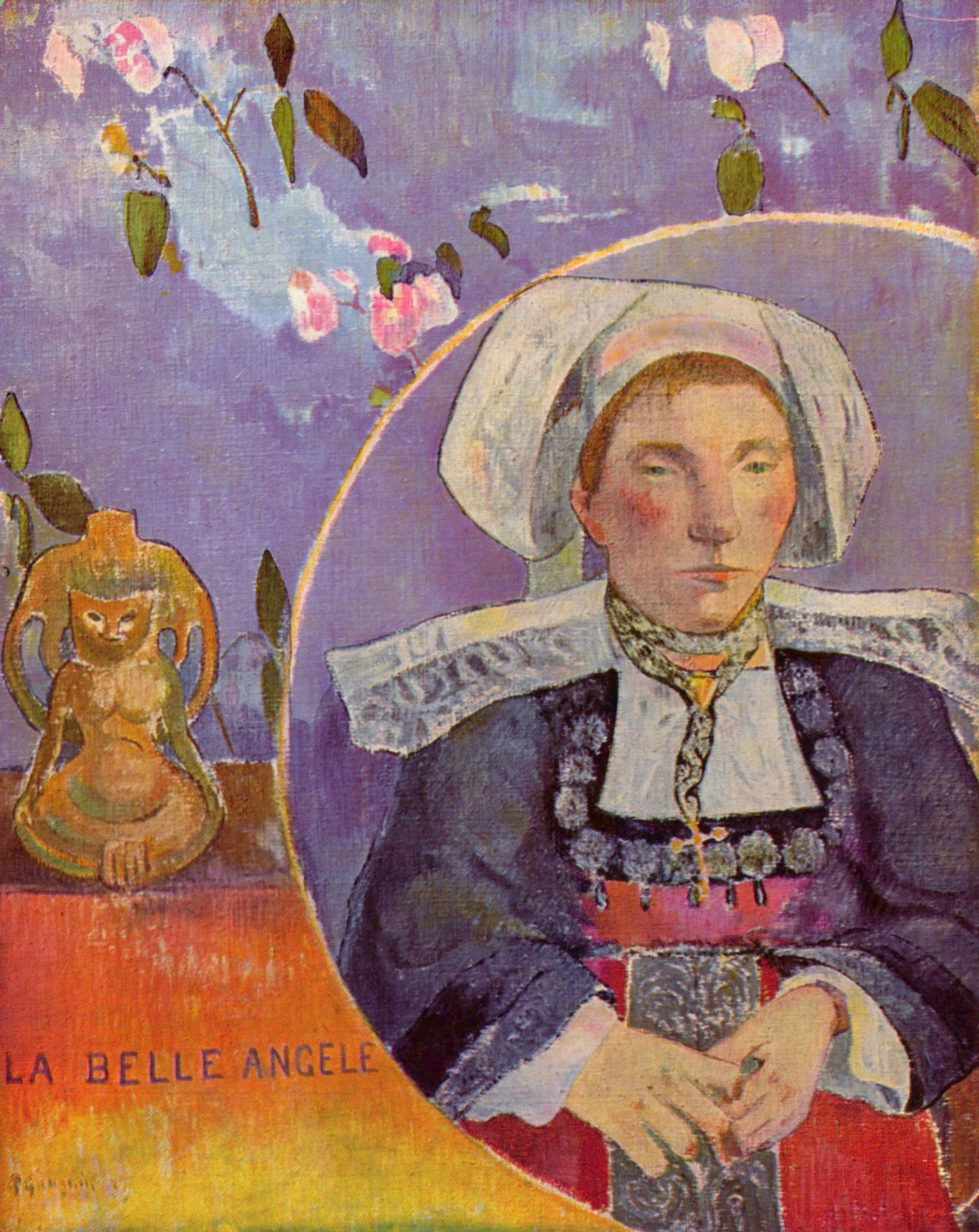
La Belle Angèle, 1889
Musée d'Orsay, Paris.

Il immortalise l'aubergiste bretonne Marie-Angélique Satre (1868-1932) alias « La Belle Angèle » dans un portrait La Belle Angèle (titre écrit en lettres majuscules sur la toile) conservée au musée d’Orsay. L'hôtelière passait pour une des plus belles femmes du pays. Vers 1920, elle relate les circonstances dans lesquelles ce portrait fut réalisé : "Gauguin était bien doux et bien misérable [...]. Il disait toujours à mon mari qu'il voulait faire mon portrait, si bien qu'un jour, il l'a commencé. [...] Mais quand il me l'a montré, je lui ai dit "Quelle horreur !" et qu'il pouvait bien le remporter [...]. Gauguin était très triste et il disait, tout désappointé, qu'il n'avait jamais réussi un portrait aussi bien que celui-là". Considérée comme un chef-d'oeuvre par Degas qui l'achète en 1891, La Belle Angèle offre un exemple marquant des préoccupations esthétiques majeures de Gauguin dans l'assemblage hétéroclite de différentes sources d'inspiration qu'il veut primitives et dans la simplification des formes.

### Le Projet de départ

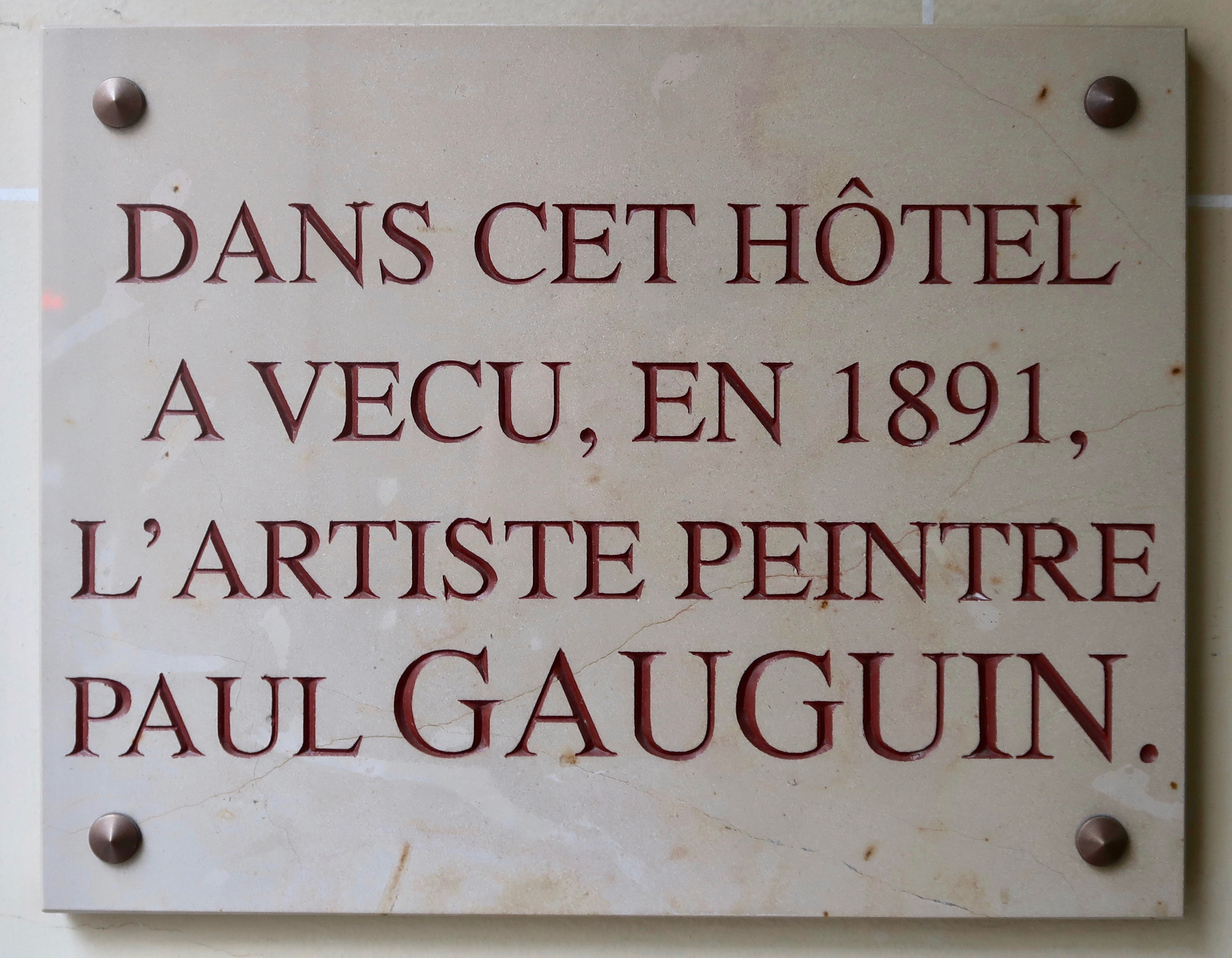
Plaque 35 rue Delambre (14e arrondissement de Paris) devant l'hôtel Delambre, où Paul Gauguin vit en 1891.

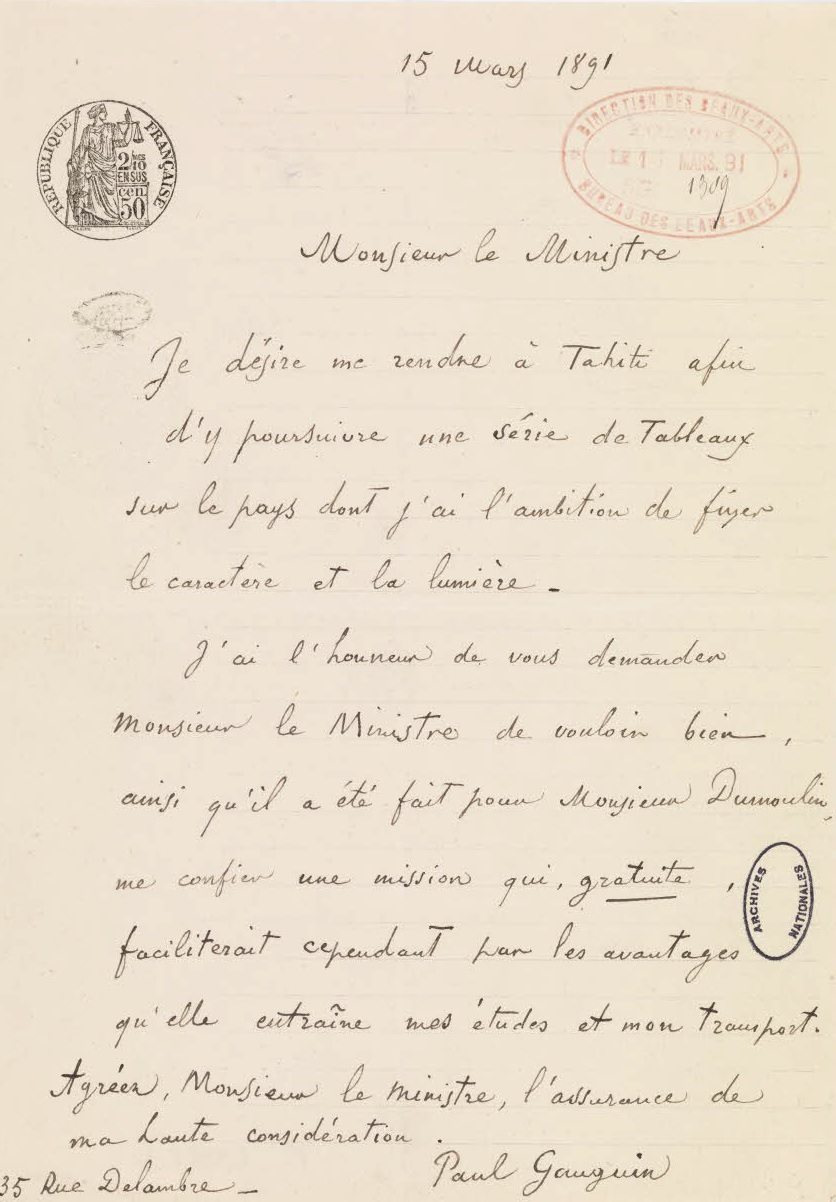
Candidature de Gauguin auprès de la direction des Beaux-arts pour une mission artistique à Tahiti, 15 mars 1891
Archives nationales.

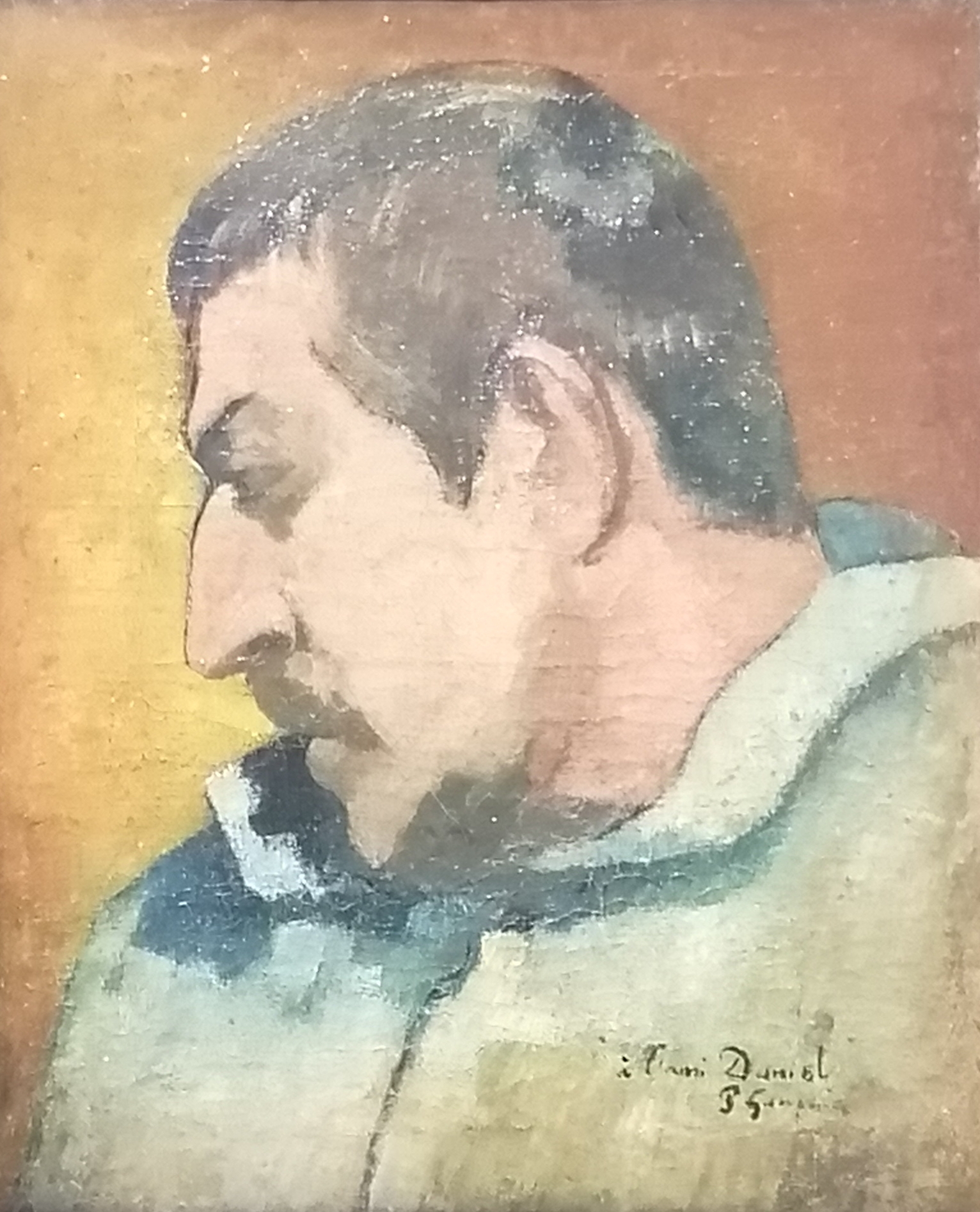
Paul Gauguin, autoportrait, 1896, dédicacé “À l'ami Daniel”
musée H. Rigaud, Perpignan.

En 1891, ruiné, il habite un temps à Paris, à l'hôtel Delambre, au no 35 de la rue du même nom dans le 14e arrondissement. Après sa déception de n'avoir pas trouvé de poste dans la nouvelle colonie française qu'est Tonkin, il peine à obtenir une mission officielle pour s'établir dans les colonies.
Inspiré par l'œuvre de Jacques-Antoine Moerenhout et grâce à une vente de ses œuvres dont le succès est assuré par deux articles enthousiastes d'Octave Mirbeau, il va pouvoir s'embarquer pour la Polynésie à Tahiti. Il espère pouvoir fuir la civilisation occidentale et tout ce qui est artificiel et conventionnel, considérant Tahiti comme « un paradis pour les Européens ».
À la veille de son premier départ pour Tahiti, le Portrait de l'artiste au Christ jaune constitue un véritable manifeste. Il s'agit d'un portrait au triple visage, dans lequel l'artiste révèle différentes facettes de sa personnalité. Dans la figure centrale, le regard fixe que Gauguin adresse au spectateur exprime le poids de ses difficultés, mais également toute sa détermination à poursuivre son combat artistique. Il représente derrière lui deux autres de ses oeuvres, réalisées l'année précédente, qui se confrontent d'un point de vue esthétique et symbolique.

### Premier séjour en Polynésie
Il est en quête des traces d'un mode de vie qu'il considère comme « primitif » et s'inspire de ce qu'il voit, mais également de contes locaux ou d'anciennes traditions religieuses pour représenter des scènes imaginaires. Cependant, il ne rencontre que les vestiges d'un passé glorieux, en voie d'extinction à cause des effets négatifs de la colonisation française et de l'action des missionaires. Mata Mua (Au temps jadis) est un hymne au mode de vie naturel que Gauguin recherchait tant.
En arrivant à Papeete, il veut se faire ethnologue et essayer de comprendre les principes d'une civilisation qui a été encore préservée des habitudes occidentales. Ce n'est pas à Papeete, caricature imposée de l'Europe, qu'il peut trouver l'innocence perdue, mais dans le village de Mataiea qui correspond mieux à ses représentations fantasmées. Il y construit un faré, maison traditionnelle en bambous et feuilles de cocotier. Il rencontre en 1891 la famille de Teha'amana, que Gauguin surnomme Tehura, une tahitienne de 13 ans, qu'il prend pour épouse alors qu'il a 44 ans.
Il ne peint presque pas dans un premier temps. Les œuvres de son premier séjour à Tahiti sont des scènes de la vie de tous les jours, mais également beaucoup de nus, genre qu'il ne pratiquait presque pas avant. Il sculpte également sur bois. Teha'amana apparaît enceinte sur les peintures de ce temps, mais il n'existe pas d'informations supplémentaires mentionnant la naissance d'un enfant.
Il envoie des oeuvres en France, que Mette-Sophie Gad, sa femme en Europe, se charge d'exposer et de vendre.

### Séjour en France
Poussé par la maladie et la misère, il se fait rapatrier en France, à Paris le 1er septembre 1893, après son premier séjour polynésien. Il est décidé à faire connaître son œuvre tahitienne et à convaincre du bien-fondé de sa peinture "de sauvage".
Une exposition en novembre chez Durand-Ruel qui rassemble ses plus grands chefs-d'oeuvre tahitiens se solde par un semi-échec. Quelques rares peintres ou critiques comme Degas, Jarry et Natanson le soutiennent, mais la plupart des artistes sont très réservés. Il propose de donner un tableau (La Orana Maria, New York, Metropolitan Museum of Art) au musée du Luxembourg, celui-ci est refusé.
Pour mieux faire comprendre son œuvre des Tropiques, il met en forme ses notes dans deux manuscrits, Ancien culte mahorie et Noa Noa, qu'il truffe de dessins et subtiles gravures sur bois, conservés au Musée du Louvre.
Le bref séjour qu'il fait à Pont-Aven ne lui apporte pas non plus beaucoup de satisfaction. Il tente vainement de récupérer ses œuvres laissées en dépôt. Á Concarneau, il a un tibia brisé le 25 mai 1894, lors d'une altercation avec des marins qui avaient bousculé sa maîtresse javanaise Annah Martin. Il en gardera des séquelles : boiterie et douleurs chroniques qui nécessitent la prise régulière de laudanum (ou chlorhydrate de morphine).
Il visite sa femme et ses enfants au Danemark et le petit héritage de son oncle est dissipé en un clin d'oeil dans d'étranges fêtes d'inspiration orientale.

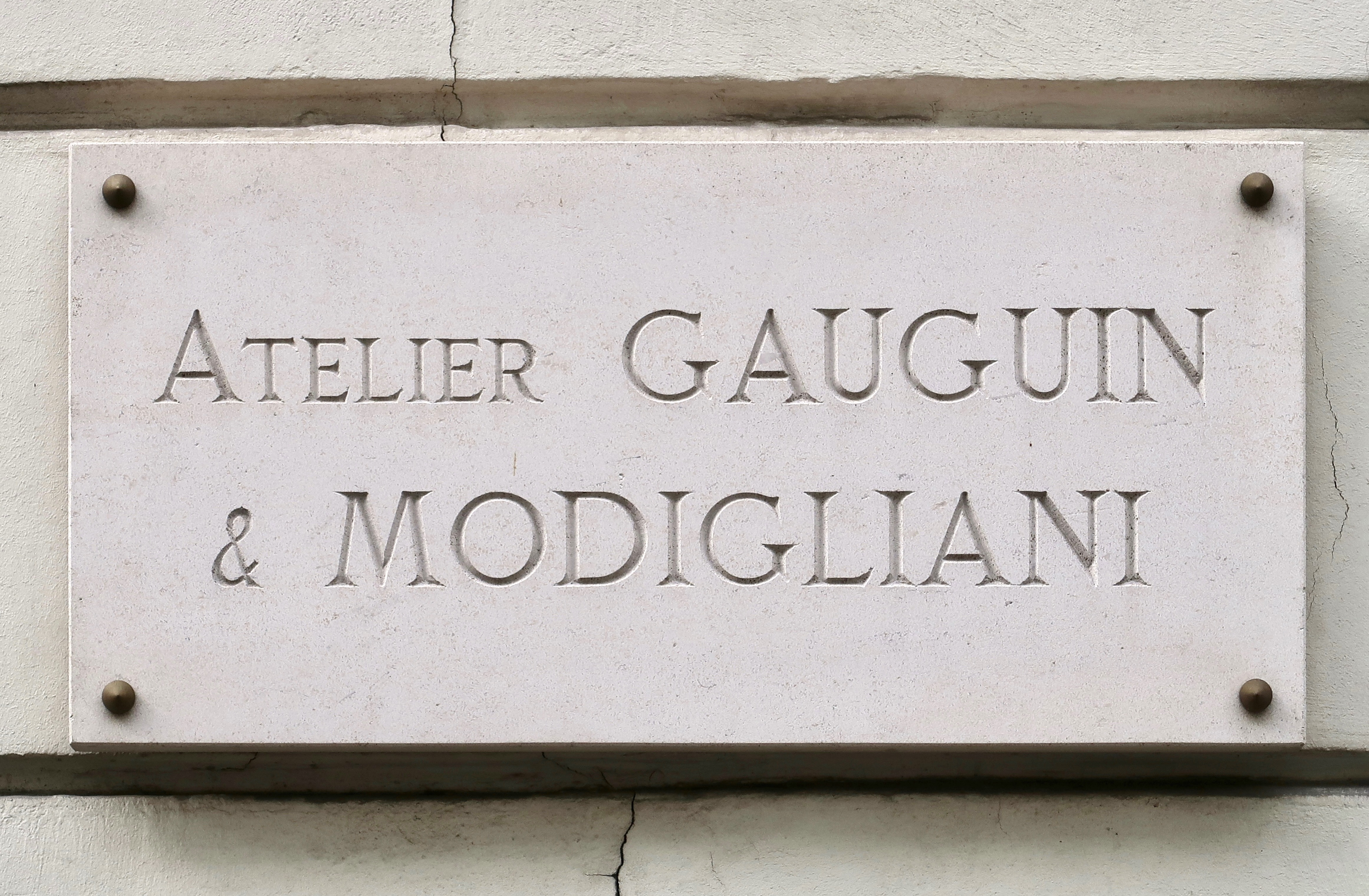
Plaque 8 rue de la Grande-Chaumière (6e arrondissement de Paris), mentionnant également Amedeo Modigliani.

Il est en ménage avec Annah la Javanaise (ca), grâce à Ambroise Vollard, mais Annah Martin s'enfuit après avoir dévalisé son atelier.
Il passe près de deux ans à Paris, où il continue à peindre des œuvres d'inspiration tahitienne, mais il est découragé malgré l'admiration de Mallarmé, Bonnard, Vuillard et celle de tous les Nabis pour sa nouvelle peinture "mystérieure et barbare".

### Retour en Polynésie
Il repart seul le 3 juillet 1895 pour Tahiti. Lors d'une escale forcée à Auckland, il étudie les collections d'art maori du musée d'ethnologie.
N'aimant plus Papeete où il devra néanmoins faire plusieurs séjours à l'hôpital, il se fait construire une case à la campagne, à Punaauia. Il trompe la maladie et la solitude avec l'alcool, la morphine et ce qu'il nomme lui-même une vie de patachon.
Il se met en ménage avec Pau'ura, 14 ans, particulièrement pour s'occuper de lui alors que sa santé se dégrade. Elle a un enfant de lui qui meurt peu après. Il s'aigrit principalement contre les protestants et les Chinois, écrit et caricature dans les petits journaux éphémères Le Sourire (journal sérieux) et Le Sourire (journal méchant).
Il est embauché par le maire de Papeete, François Cardella, pour le mensuel Les Guêpes, jusqu'au départ du gouverneur Gustave Gallet, combattu par le Parti Catholique.
Les caractéristiques essentielles de sa peinture (dont l'utilisation de grandes surfaces de couleurs vives) ne connaissent pas beaucoup de changements. Il soigne particulièrement l'expressivité des couleurs, la recherche de la perspective et l'utilisation de formes pleines et volumineuses. Influencé par l'environnement tropical et la culture polynésienne, son œuvre gagne en force, il réalise des sculptures sur bois et peint ses plus beaux tableaux, notamment son œuvre majeure, aujourd'hui au musée des Beaux-Arts de Boston : D'où venons-nous ? Que sommes-nous ? Où allons-nous ?, qu'il considère lui-même comme son testament pictural.
Durant l'hiver 1897, il traverse une crise psychologique. Il est frustré par la modernité dont il est témoin, se dispute avec les autorités coloniales françaises, connaît des difficultés financières et subit un déclin mental et physique important. Des soucis administratifs, la mort de sa fille préférée, Aline, en 1897, et ses ennuis de santé le minent tant qu'il déprime et tente de se suicider. Il est contraint de vendre ses toiles pour acheter la morphine et l'arsenic qui calment ses plaies à la jambe. Il contracte également une syphilis peu avant son départ.
En 1898-1899, son marchand Ambroise Vollard, lui commissionne une suite de 14 gravures sur bois afin de l'éditer, mais ce dernier la refuse sous le prétexte qu'elles sont de mauvaise qualité. Il a un enfant avec Pau'ura nommé Emile.
Il passe désormais toute sa vie dans ces régions tropicales, d'abord à Tahiti puis dans l'île de Hiva Oa dans l'archipel des Marquises. Il rentre en métropole une seule fois.

### Les îles Marquises
Après avoir reçu un important héritage, il peut s'installer à la Dominique, dans les Marquises, où il débarque le 16 septembre 1901, afin de retrouver l'inspiration. Arrivé à Atuona (sur l'île de Hiva Oa), il fait la connaissance de l'infirmier du dispensaire, l'Annamite déporté Ky Dong (vi), (1875-1929), de l'Américain Ben Varney et du Breton Émile Frébault. L'évêque Martin, chef de la Mission catholique, finit par lui vendre un terrain marécageux. Il y fait construire une maison sur pilotis, qu'il baptise en guise de provocation Maison du Jouir. Il lui semble être au paradis. Il va vite déchanter en se rendant compte des abus de l'administration coloniale et en essayant de se battre pour les indigènes[réf. souhaitée]. Il refuse notamment de payer ses impôts et incite les Marquisiens à en faire de même.
Il essaie, sans succès, de posséder une plantation et de devenir juge de paix.
Dès son arrivée aux Marquises, il enlève à l'école catholique, avec l'accord du chef d'un petit village, Marie-Rose Vaeoho (1887-1914), âgée de 13 ans, 39 ans plus jeune que lui. Enceinte, elle est envoyée dans son village pour accoucher de leur fille Tikaomata ; le peintre, voulant se moquer de l'évêque, la remplace par Henriette, élève de l'école des Sœurs et épouse du servant de messe.
Il enchaîne procès sur procès et, le 31 mars 1903, il est condamné à cinq cents francs d'amende et trois mois de prison ferme pour diffamation envers un brigadier de gendarmerie. Ambroise Vollard, avec lequel il est sous contrat, lui verse des mensualités de 300 francs, et lui fournit gratuitement toile et couleurs, contre un minimum de vingt-cinq tableaux par an, essentiellement des natures mortes dont le marchand a fixé le prix unitaire à 200 francs.
Affaibli, sa blessure à la jambe s'étant transformée en eczéma purulent très douloureux, fatigué de lutter et rongé par la syphilis, il meurt le 8 mai 1903 dans une misérable case. Il est enterré dans le cimetière d'Atuona (où la tombe de Jacques Brel viendra côtoyer la sienne, 75 ans et demi plus tard). En 1929, la Société des études océaniennes pose une nouvelle stèle sur la sépulture et, lors de son séjour sur Hiva Oa en 1957 et 1958, le peintre Pierre Bompard, constatant l'état de délabrement de la tombe, entreprend avec l'accord du gouverneur de la reconstruire en pierres volcaniques rouges et noires,.
Gauguin laisse sur place une mauvaise réputation après sa mort, auprès des Polynésiens en général et des Marquisiens en particulier, qui ont l'impression d'avoir eu affaire à un homme qui s'est servi des Polynésiens, surtout des femmes, comme si cela lui était dû,, mais aussi auprès de certains colons (l'évêque, l'administration, les gendarmes avec qui il a eu des démêlés incessants).
Ses tableaux sur place sont vendus à un prix dérisoire, beaucoup de ses sculptures sont détruites[réf. souhaitée].

Fin de vie aux Marquises
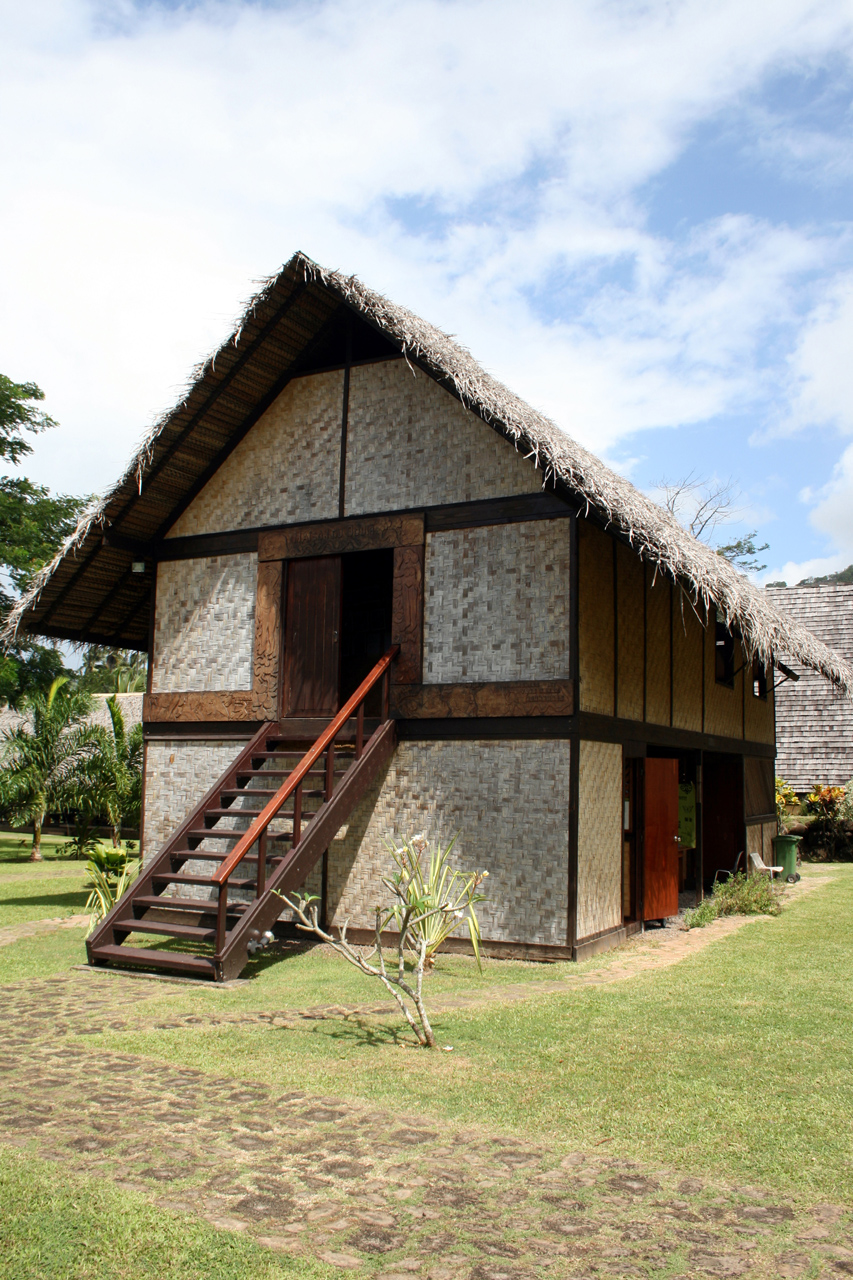
Reconstitution de la Maison du Jouir de Gauguin à Atuona.
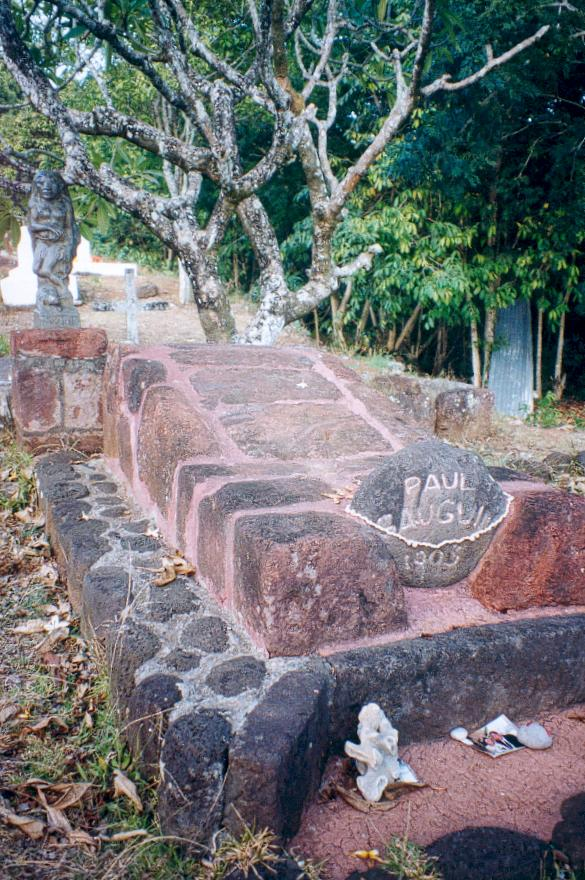
Tombe de Paul Gauguin à Atuona.

## Œuvre

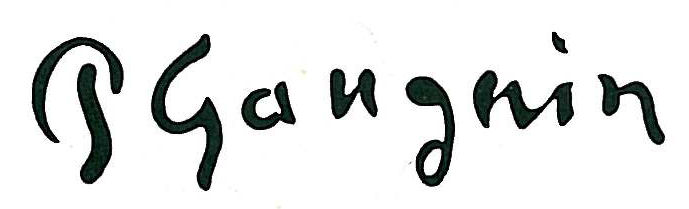
Signature de Gauguin.

### Peinture
De nombreuses toiles de Paul Gauguin sont peintes des deux côtés. Comme beaucoup de peintres du XIXe siècle désargentés, Paul Gauguin retournait certaines toiles qu'il possédait de peintres de son époque pour y composer ses propres œuvres. C'est le cas, par exemple, du nu de la collection Slomovic comportant au verso la vue d'une chambre. Un autre cas est la nature morte Villa Julia de l'ancienne collection Lefort des Ylouses montrant un nu (inachevé et non identifié) de l'autre côté.
Georges Wildenstein a établi un catalogue raisonné et dénombré 638 peintures (numérotées W1 à W638).

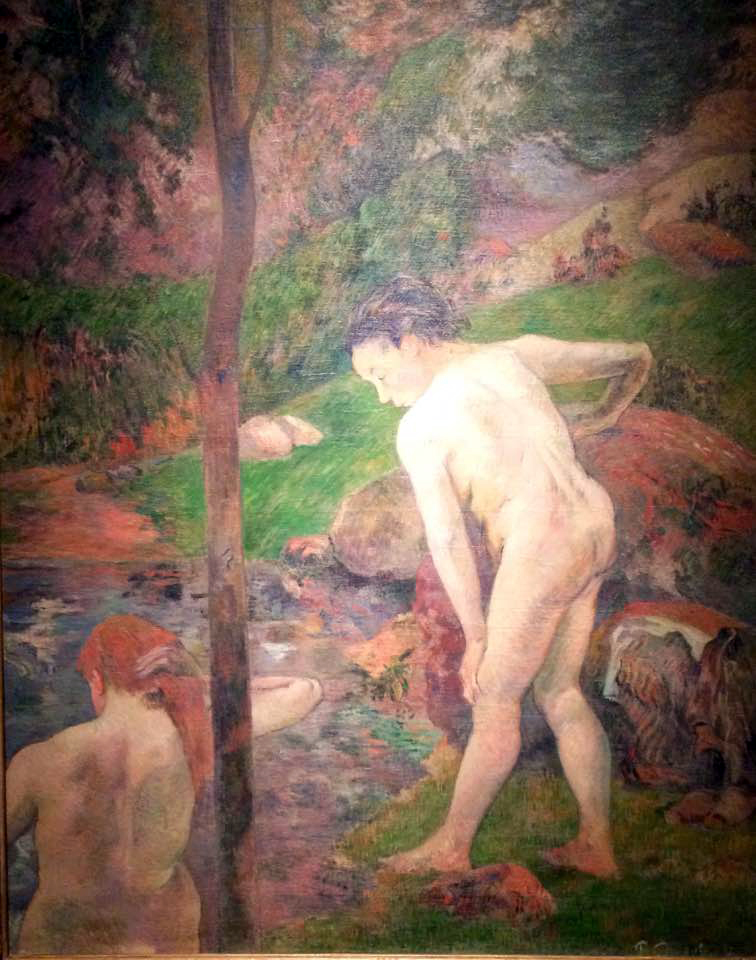
La Baignade ou Deux baigneuses (1887) Musée national des Beaux-Arts (Argentine).
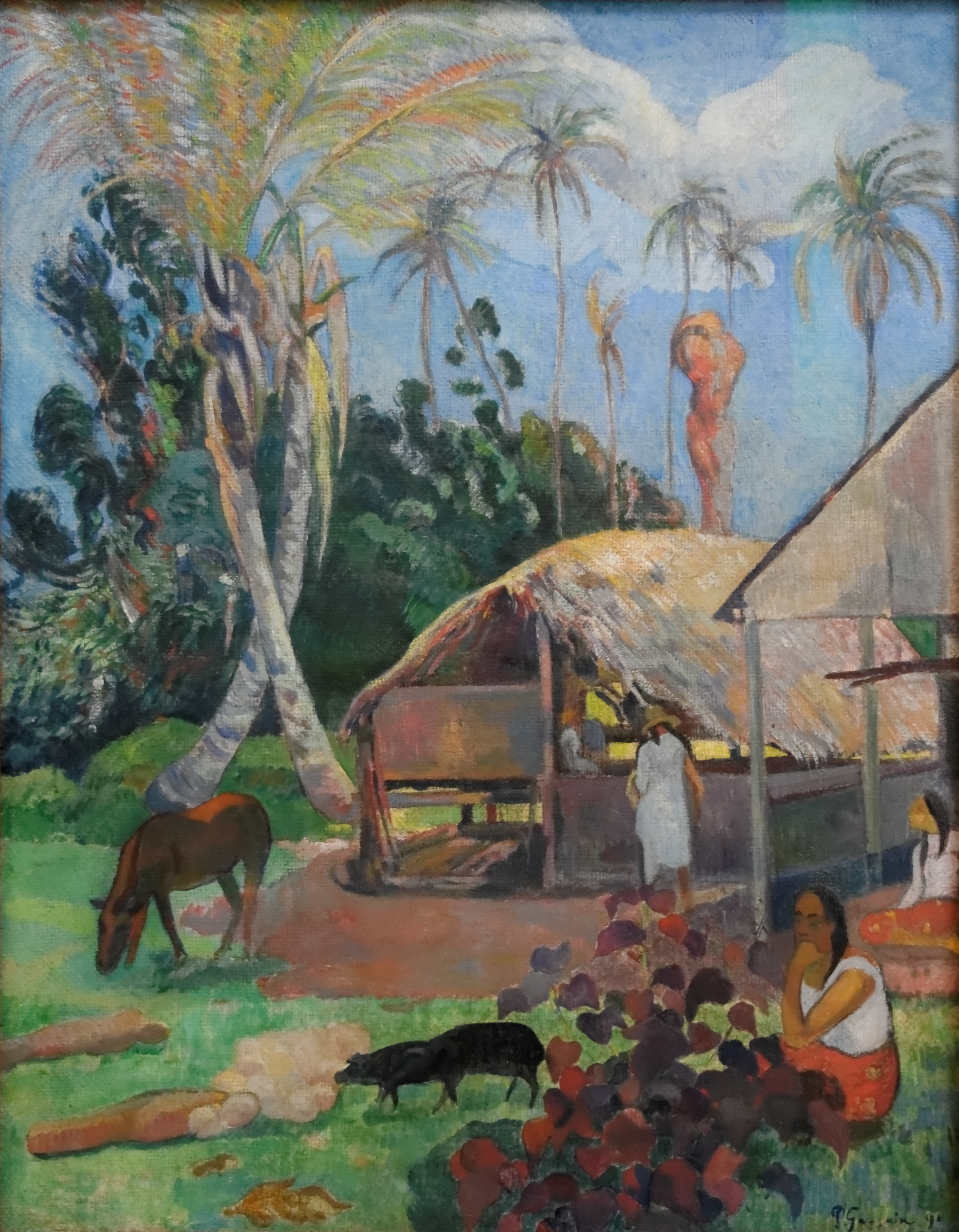
Cochons noirs (1891) musée des Beaux-Arts de Budapest.
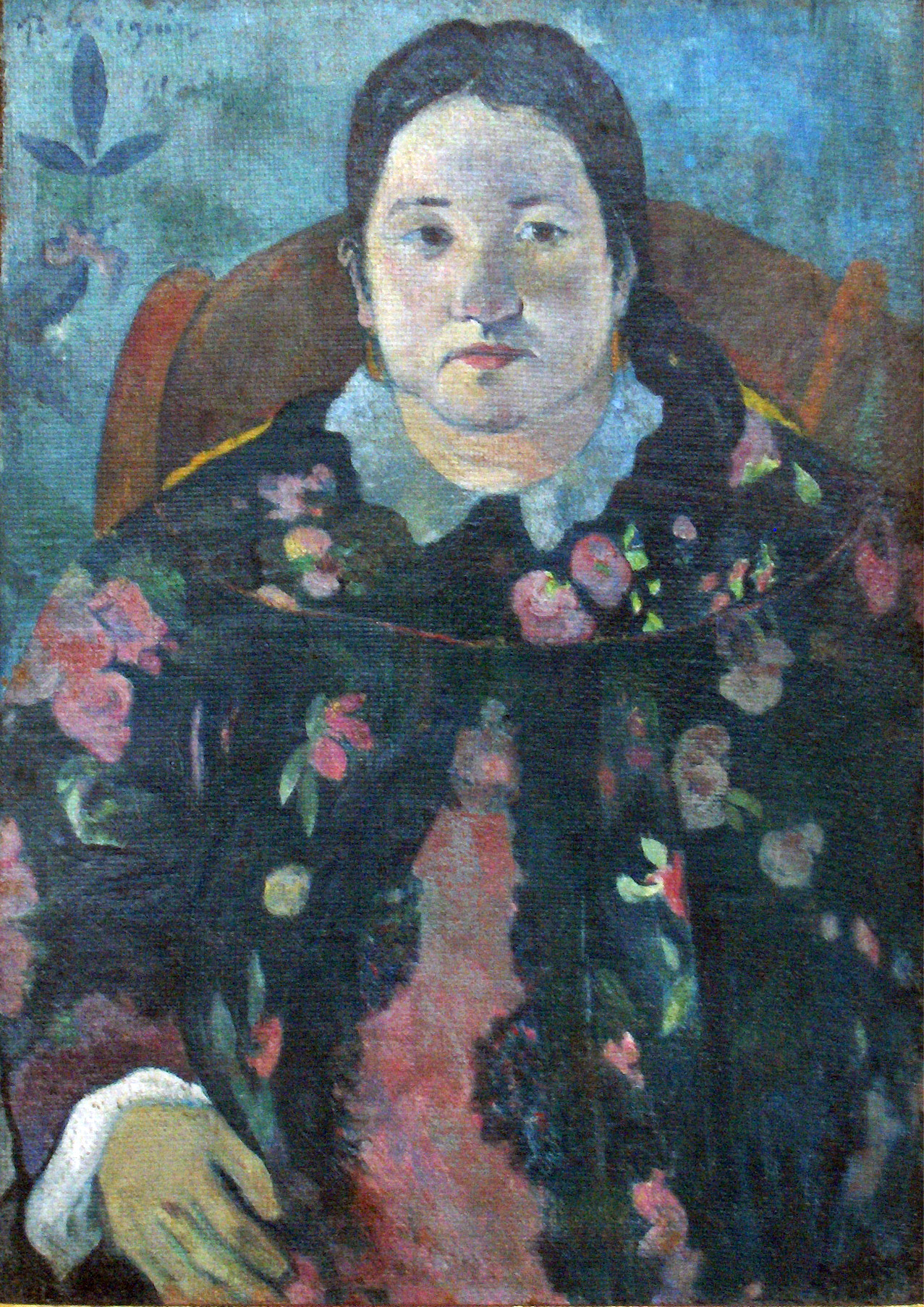
Portrait de Suzanne Bambridge (1891) Bruxelles, musées royaux des Beaux-Arts de Belgique.
Fatata te Miti (1892) Washington, National Gallery of Art.
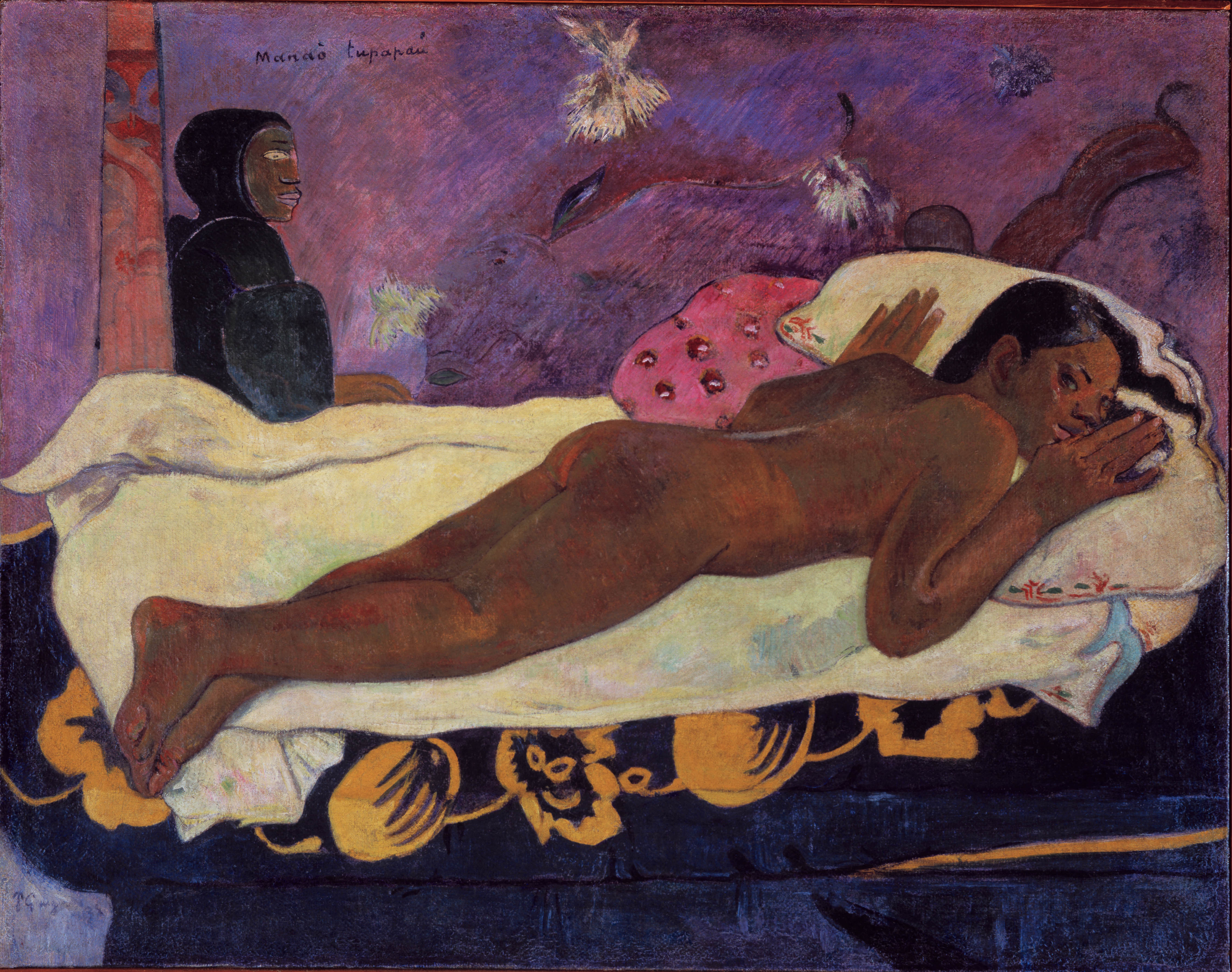
Manao Tupapau (L'Esprit des morts veille, 1892) Buffalo, Galerie d'art Albright-Knox.
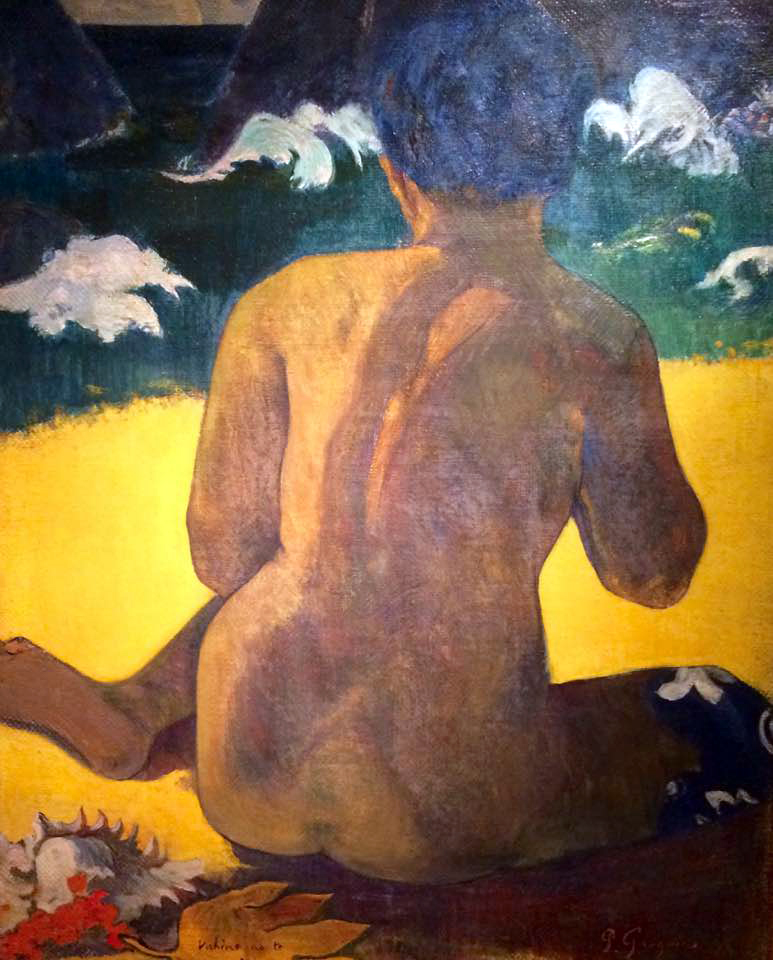
Femme à la mer (1892) Buenos Aires, musée national des Beaux-Arts.
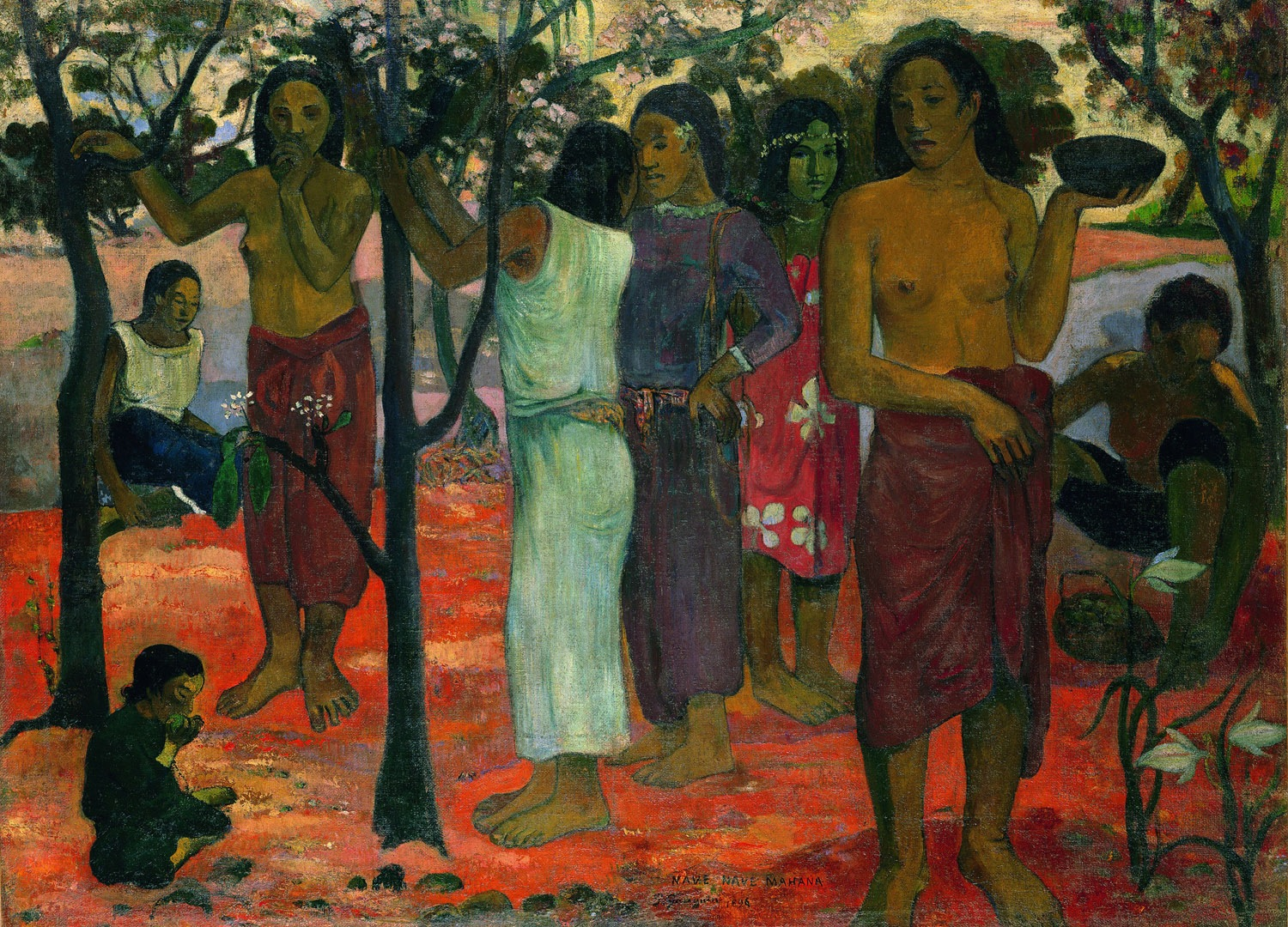
Nave Nave Mahana (Jour délicieux, 1896) musée des Beaux-Arts de Lyon.
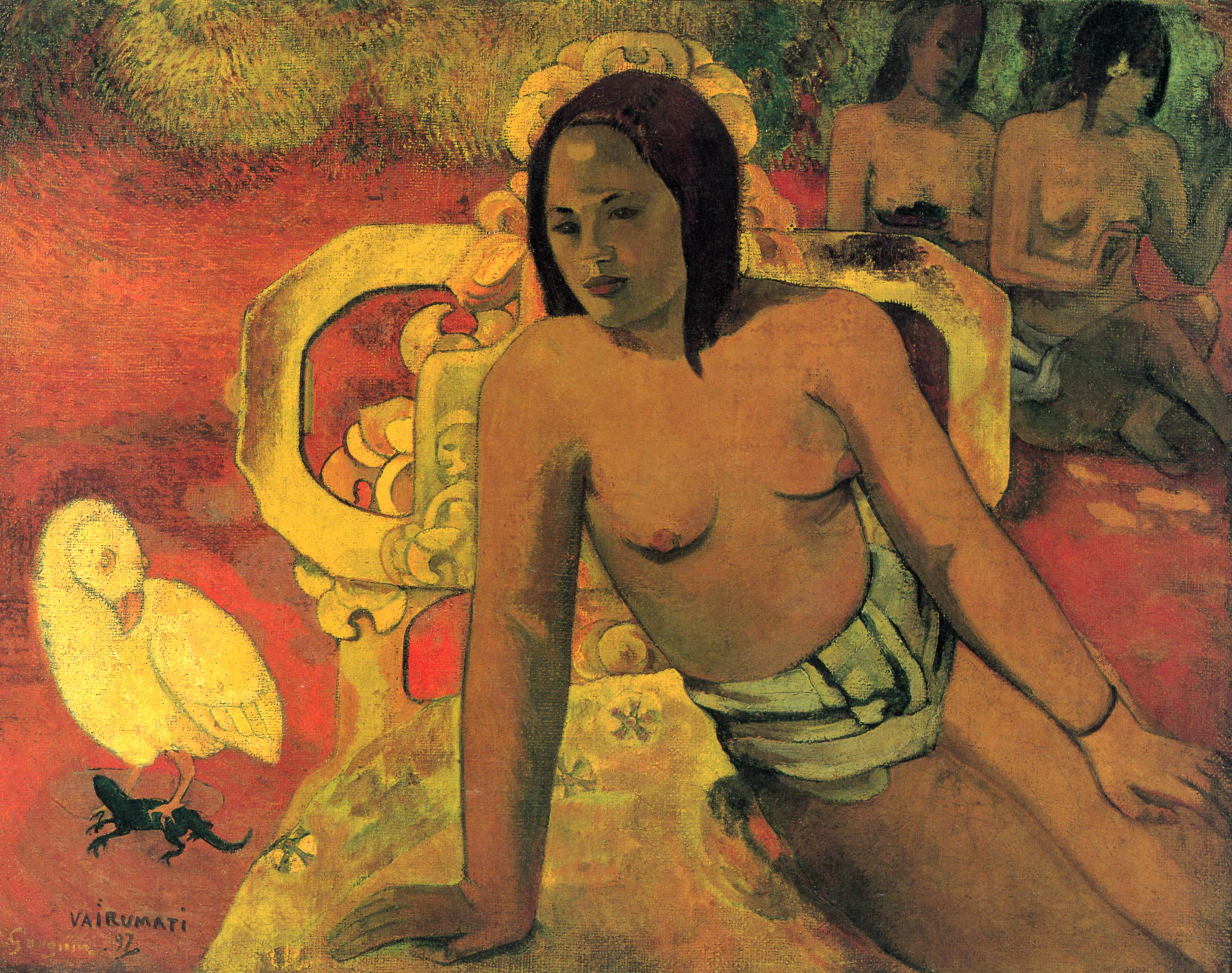
Vairumati (1897) Paris, musée d'Orsay.
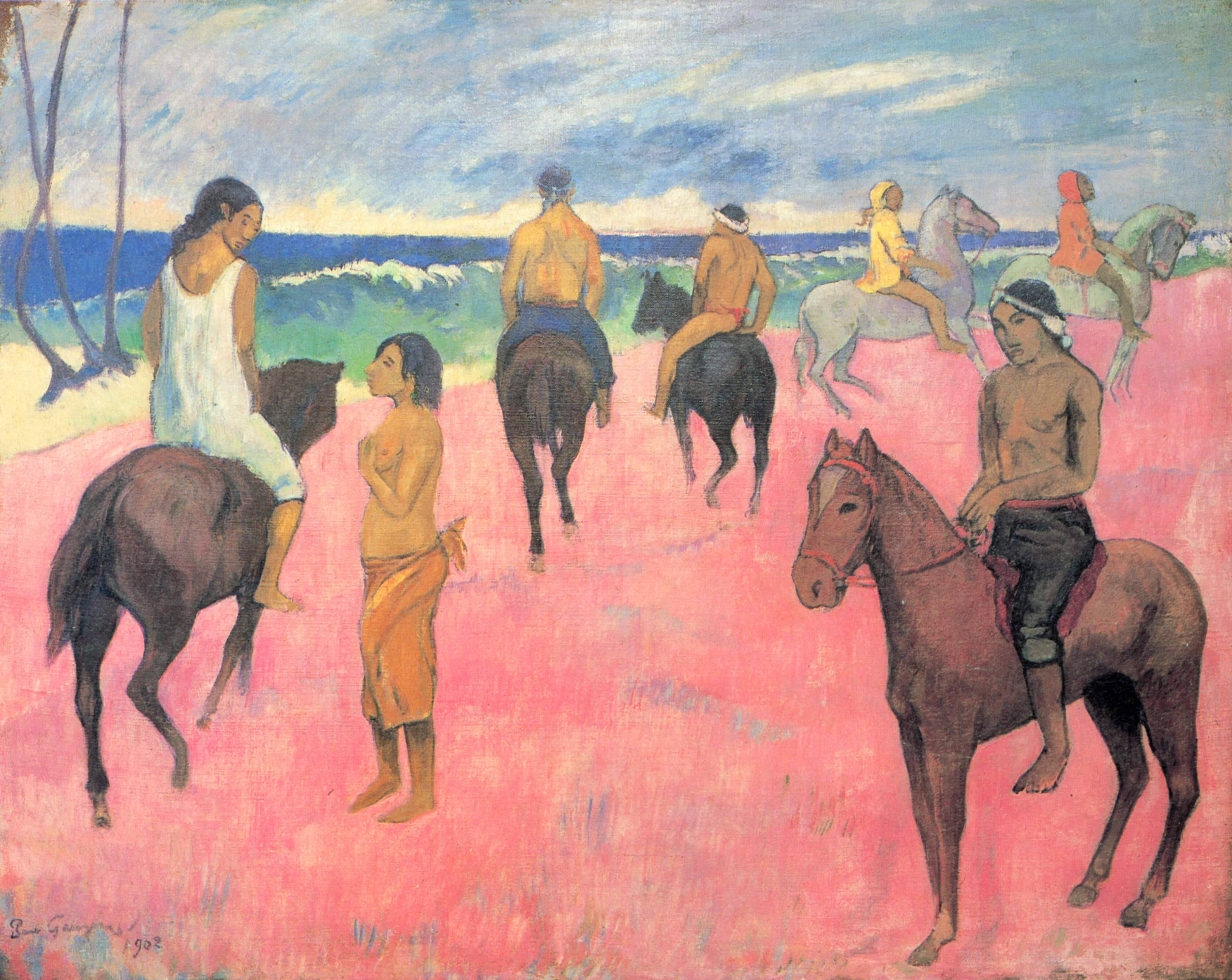
Cavaliers sur la plage (1902) collection Stávros Niárchos, Grèce.
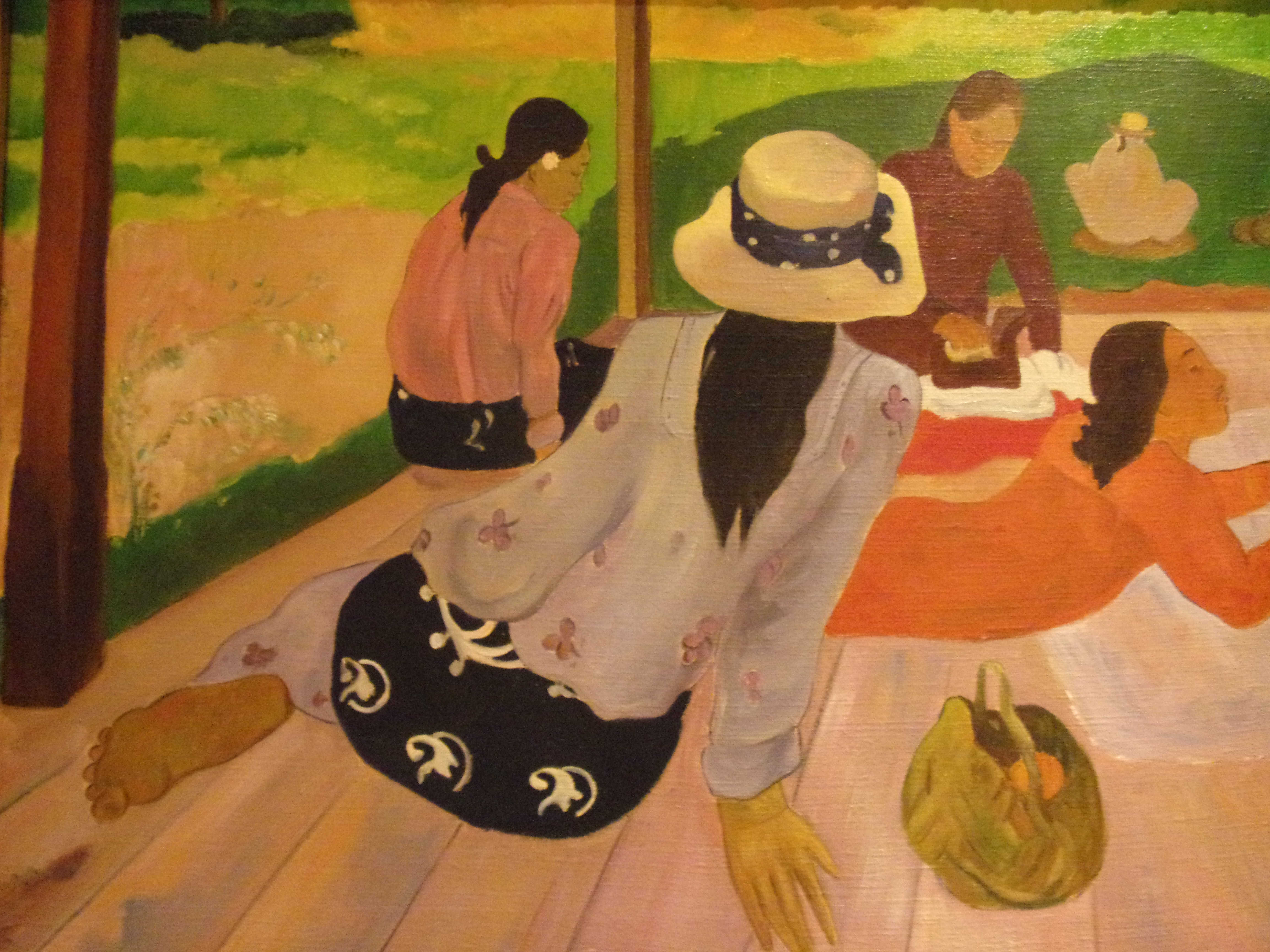
La Sieste, 1892-1894 Metropolitan Museum, New York.
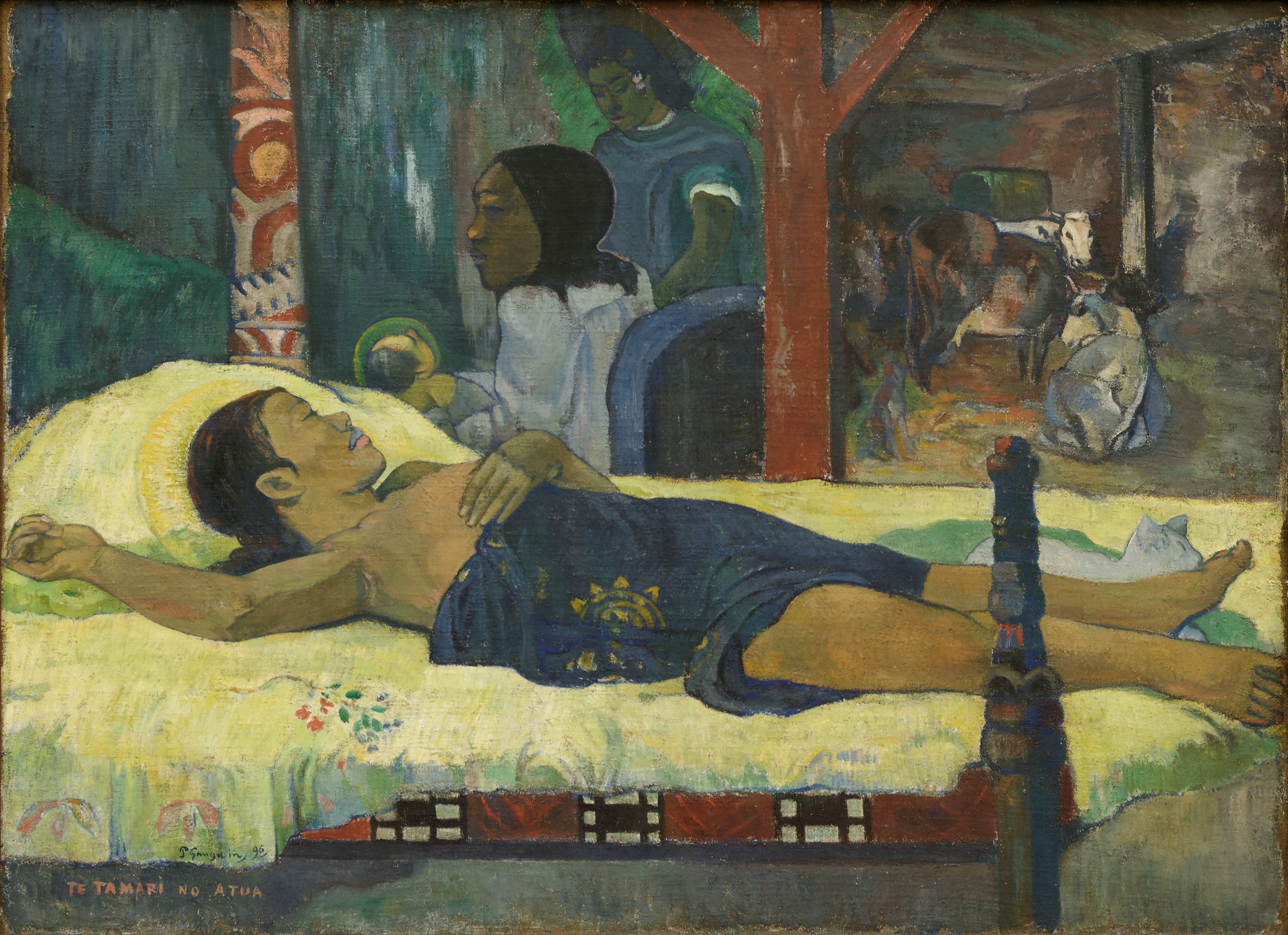
Te tamari no atua (« La naissance ») (1896) Berlin, Neue Pinakothek.
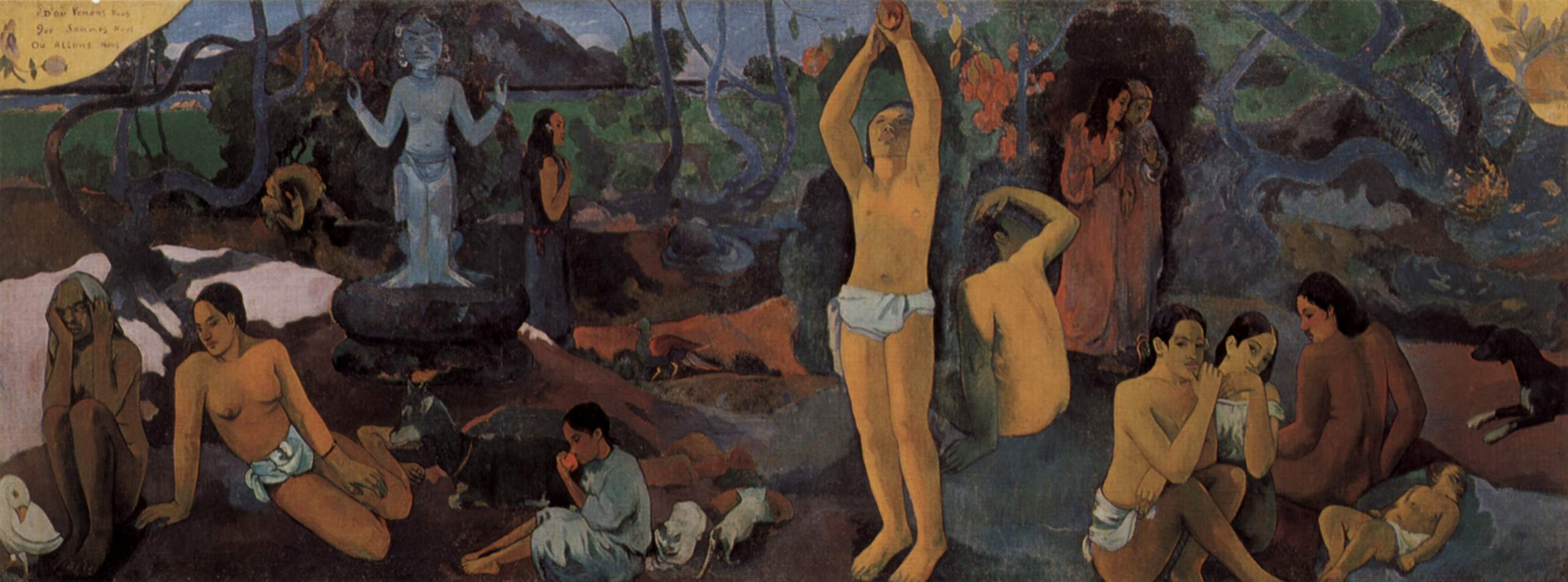
D'où venons-nous ? Que sommes-nous ? Où allons-nous ? (1897-1898) musée des Beaux-Arts de Boston.

### Sculptures
- France
  - Albi Musée Toulouse-Lautrec
    - Idole à la coquille, bronze;

- localisation inconnue

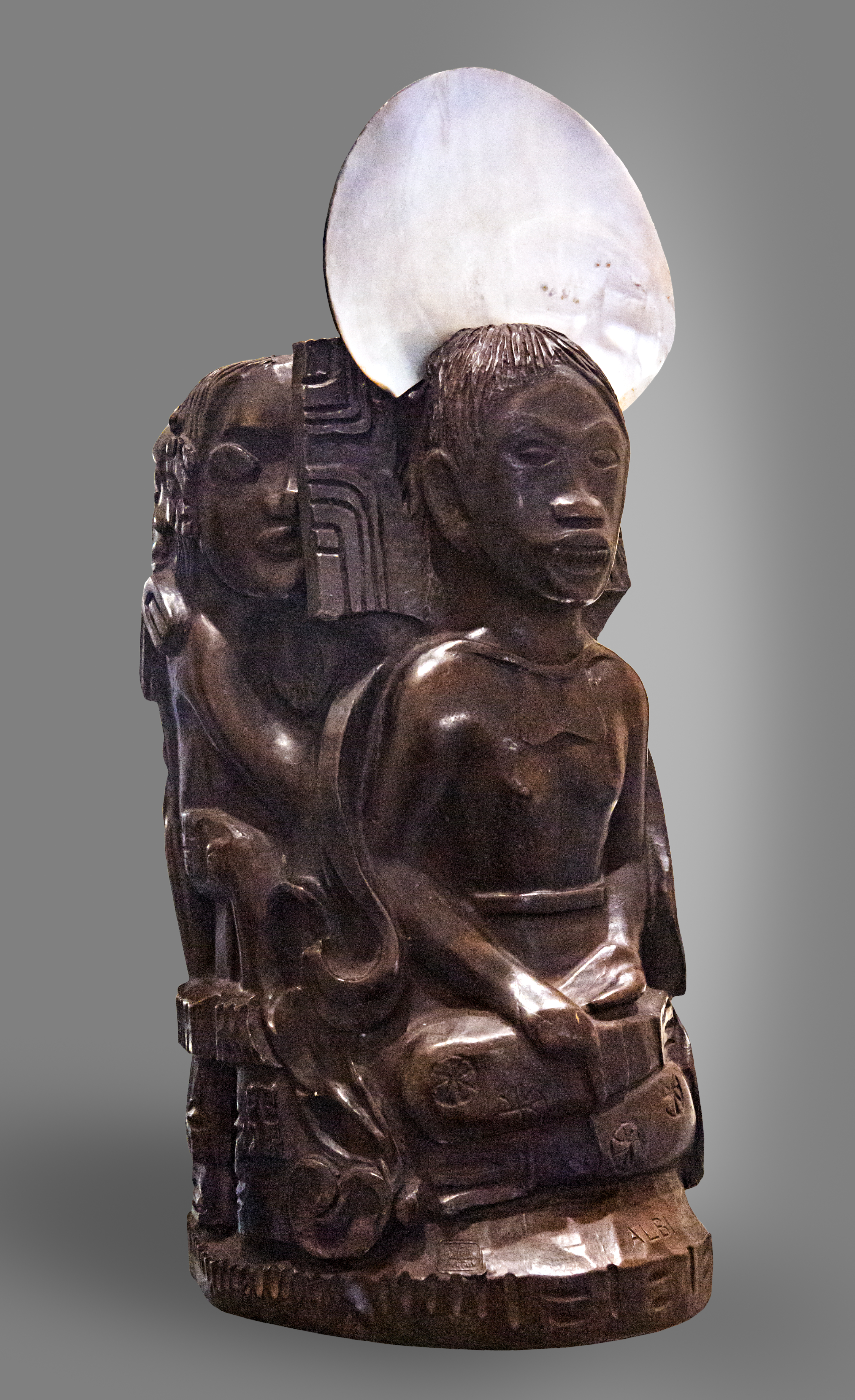
Idole à la coquille, bronze, Musée Toulouse-Lautrec, Albi.

  - Le Paradis perdu, 1888, meuble bas en pin et chêne sculpté par Paul Gauguin et Émile Bernard, ouvrant à deux portes, signé en bas et au centre et daté, 100 × 119 × 60 cm, localisation inconnue[60].
  - Bas-relief non daté pour décorer un meuble destiné à Ernest de Chamaillard. Gauguin de son côté en fera un également pour le même meuble[61].
  - Le J. Paul Getty Museum de Los Angeles conserve une sculpture[Laquelle ?] réalisée par Émile Bernard et Gauguin[62].
  - Une autre sculpture[Laquelle ?] de Gauguin et de Bernard est répertoriée en 1989 dans la collection Samuel Josefowitz à Lausanne. Localisation actuelle inconnue[62].

### Gravures

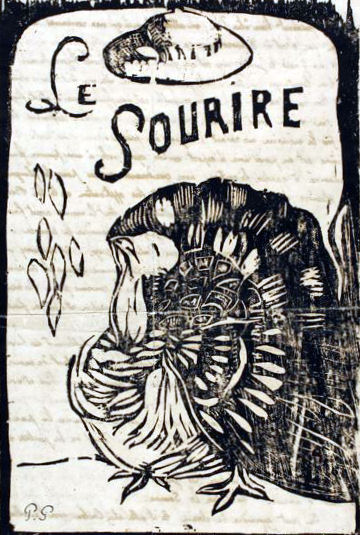
Un bois exécuté pour Le Sourire.

Le catalogue raisonné de son œuvre gravé a été établi par Marcel Guérin en 1927 chez Henri Floury et révèle moins d'une centaine de pièces, englobant toutes les techniques : gravure sur bois (une cinquantaine), zincographie, lithographie, une eau-forte, etc., sans compter près de 140 monotypes aquarellés.
- 12 gravures exécutées au crayon lithographique sur zinc, Café Volpini, exposition du Groupe impressionniste synthétiste, Paris, 1889 ; rééditées par Vollard en 1894 (Suite Volpini).
- Le Portrait de Mallarmé, eau-forte, 1891.
- Noa Noa, dix planches, bois gravé, Paris / Pont-Aven, 1893-1894.
- Manao Tupapau, lithographie en noir, dans L'Estampe originale (1893-1895).
- La femme aux figues, 1894, eau-forte, 26,8 x 42 cm, musée des Beaux-Arts de Brest[64].
- Le Calvaire Breton, 1898 ou 1899, gravure sur bois en noir, 21/30, Musée national des beaux-arts du Québec[65]
- 14 bois gravés à Tahiti pour Ambroise Vollard, 1898-1899, dits Suite Vollard (Gauguin), non publiée.
- Le Sourire, journal composé de trente-trois bois gravés, imprimé par Gauguin (avril 1899 - avril 1901).

### Céramique

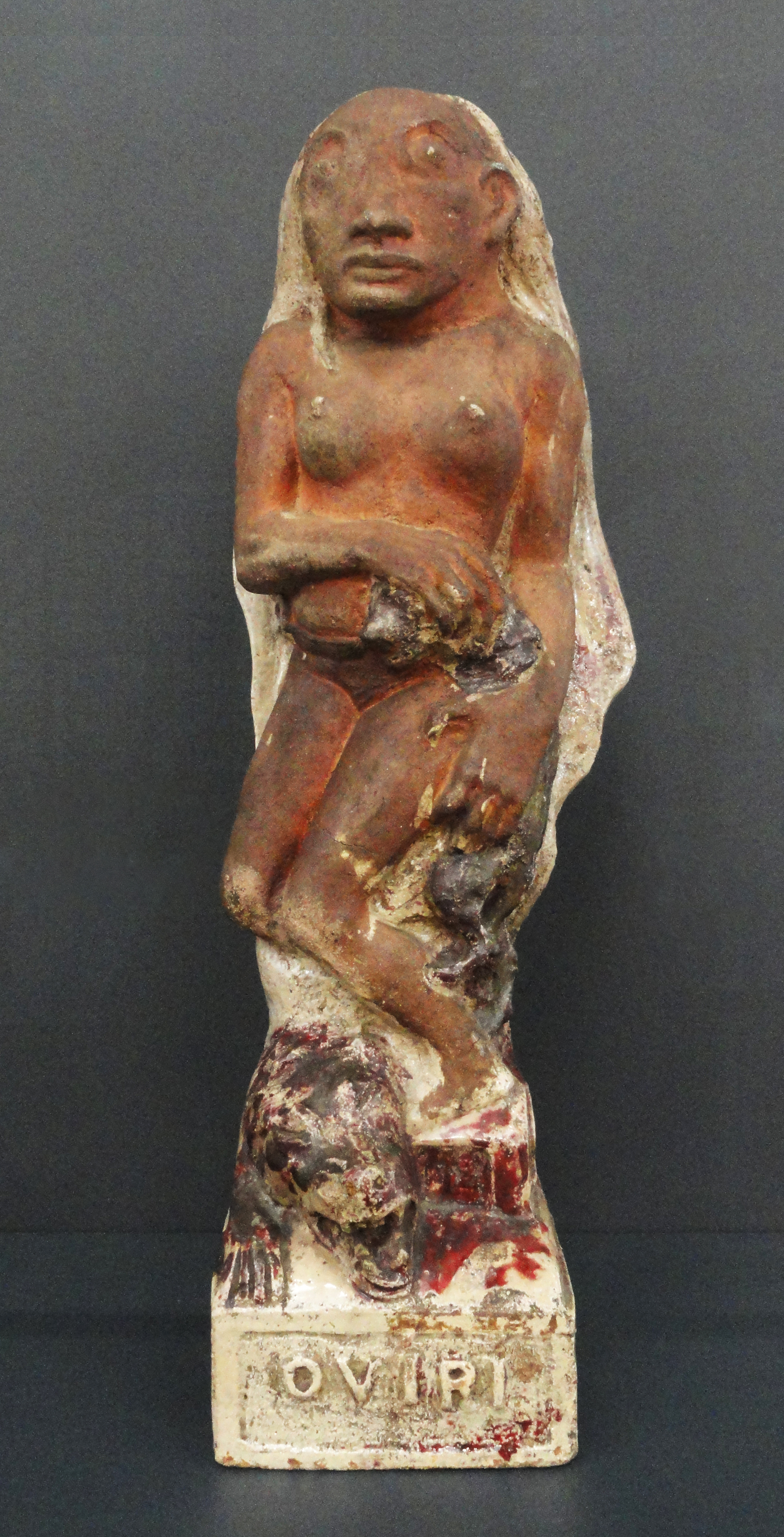
Paul Gauguin, Oviri (« sauvage » en tahitien), 1894, grès, céramique, terre cuite,, musée d'Orsay, Paris. Le thème dOviri est la mort, le sauvage, le farouche. Oviri trône sur le corps d'une louve morte, écrasant son louveteau.

Il s'initie à la céramique avec Ernest Chaplet à partir de 1886, créant des poteries à décor anthropomorphe et zoomorphe dont il subsiste une soixantaine de pièces. La dernière, et l'une des plus remarquables, est Oviri, une statuette en grès glaçuré, faite en 1894 (conservée au musée d'Orsay), que l'artiste souhaitait disposer sur sa tombe.

### Publications
Gauguin a écrit de nombreux articles pour différentes revues. Il a également conçu plusieurs ouvrages illustrés destinés à l'édition.

#### Monographies
- Ancien culte maori (1892) ; éd. facsimilé par René Huyghe en 1951, repr. 2001  (ISBN 2-7056-6437-8).
- Cahier pour Aline (1892) ; éd. facsimilé, 1989  (ISBN 2-905810-32-7) en ligne ; éd. typographiée, Éditions du Sonneur, 2009  (ISBN 978-2-916136-21-9).
- Noa Noa (1893-1894), première éd. 1901 par Charles Morice 1 2; éd. définitive 1924  ; éd. de 1988 par Pierre Petit  (ISBN 2-87697-030-9) ; éd. de 1998 par Jérôme Vrain  (ISBN 2-84205-365-6) ; éd. facsimilé [du ms. de 1893 et des ill. du ms. de 1895] de 2001 par Gilles Artur, Jean-Pierre Fourcade et Jean-Pierre Zingg  (ISBN 2-907716-18-2).
- Racontars de rapin (1902) ; Facsimile Editions, 1994  (ISBN 2-907716-09-3) ; nouv. éd., 2003  (ISBN 2-7152-2407-9); éditions Marguerite Waknine, 2013 (ISBN 978-2-916694-56-6).
- Avant et après (1903) ; éd. 2003  (ISBN 2-907716-25-5).
- Oviri, Écrits d’un sauvage [textes choisis] (1892-1903), éd. 1974 par Daniel Guérin  (ISBN 2-07-032533-4).

#### Correspondance
Près de deux cents lettres ont été retrouvées, certaines étant illustrées. Les correspondants sont des membres de sa famille, mais aussi de grands noms du milieu artistique : Camille Pissarro, Émile Bernard ou Vincent van Gogh.
- Lettres à sa femme et à ses amis, éd. par Maurice Malingue, Paris, 2003 (première éd. 1946)  (ISBN 2-2464-5783-1).
- Correspondance de Paul Gauguin : documents témoignages. 1, éd. par Victor Merlhès, Paris, 1984  (ISBN 2-900927-15-3) ; suivi de compléments en 1989 et 1995.
- Fonds Gauguin conservé à la Bibliothèque centrale des musées nationaux, sur le site de l'Inha.

#### Carnets
- Le Carnet de Paul Gauguin [fac-simile des carnets de 1888-1891], éd. par René Huyghe, Paris 1952.
- Paul Gauguin. Carnet de croquis = A sketchbook [fac-simile des carnets de 1884-1889], éd. par Raymond Cogniat et John Rewald, New York, 1962.

## Postérité

### Influence de Gauguin

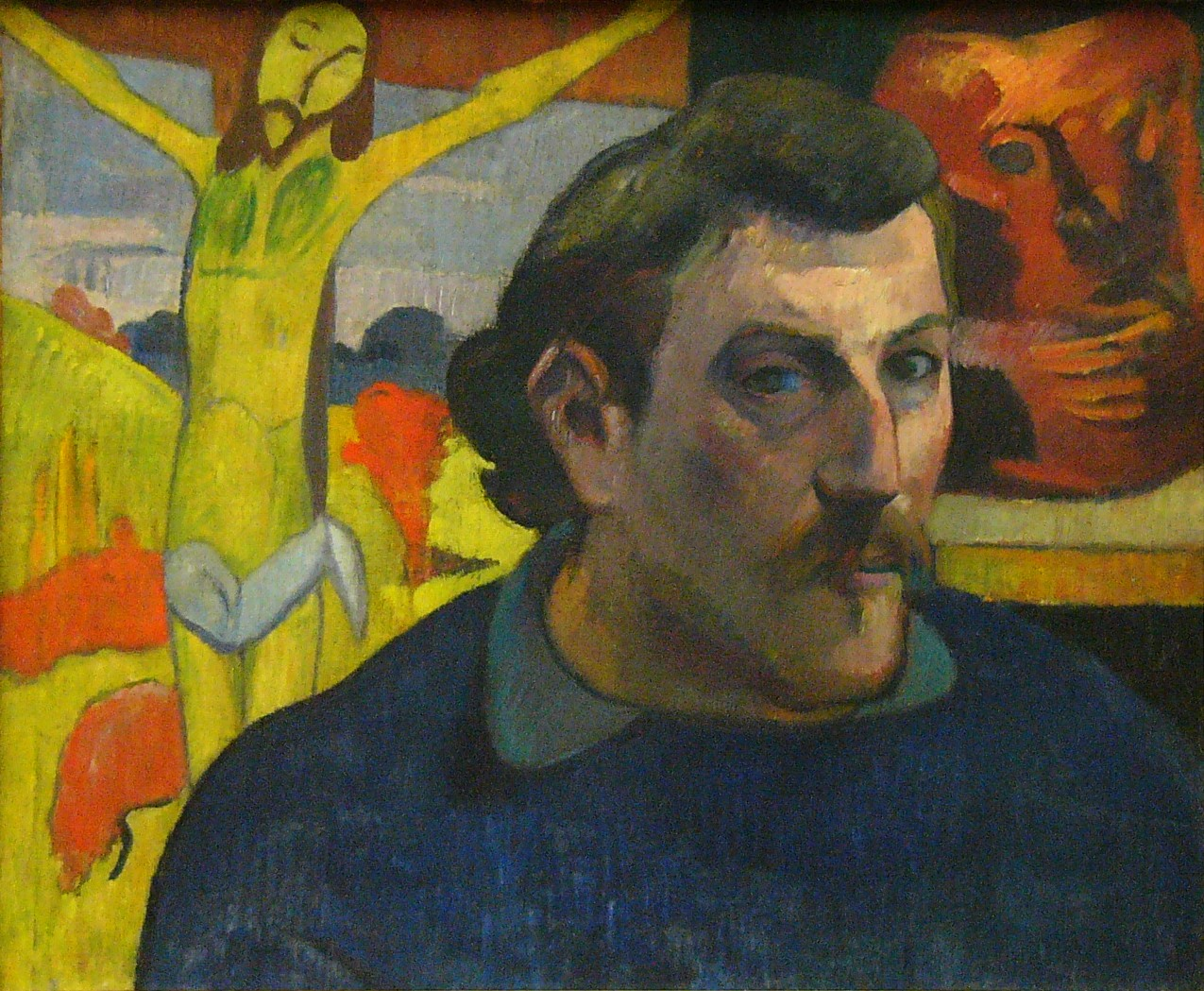
Autoportrait au Christ jaune, 1890 ou 1891, Paris, musée d'Orsay.

Paul Gauguin rencontre pour la première fois Émile Bernard à Pont-Aven ; il a 40 ans et Bernard seulement 20. Gauguin a une relation amicale avec lui et une relation amoureuse avec sa jeune sœur, Madeleine. Emile Bernard, parfois vu comme le fondateur de l'École de Pont-Aven[Par qui ?], est l'inventeur d'une technique nouvelle : le cloisonnisme. Les peintres de l’académie Julian (Denis, Sérusier, Schuffenecker, Laval) s'en inspirent, ainsi que le groupe des Nabis. Gauguin poursuit les expérimentations d'Émile sur la couleur et la fonction de la lumière, et donc de l'ombre. L'ensemble de son œuvre influence l'évolution de la peinture de l'époque, notamment le fauvisme du XXe siècle.

En marge des Impressionnistes, Gauguin est sans doute, avec Paul Cézanne, Vincent van Gogh et Émile Bernard, l'un des peintres de la fin de XIXe siècle qui a eu le plus d'influence sur les mouvements de peinture du XXe siècle. Cette influence réside probablement moins dans sa peinture que dans ses écrits, lesquels contiennent des formules qui, comme le dit Léon Gard, « flattent ce penchant des hommes pour les recettes mirifiques, en même temps que leurs instincts de garnements déchaînés qui se saoulent d'indiscipline » : 

« Comment voyez-vous cet arbre ? écrivait Gauguin, Vert ? Mettez donc le plus beau vert de votre palette ; et cette ombre ? Plutôt bleue ? Ne craignez pas de la peindre aussi bleue que possible. »
Ou encore : 

« Ne copiez pas trop d'après nature. L'art est une abstraction. »
Ou encore : 
« Vous connaissez depuis longtemps ce que j'ai voulu établir : le droit de tout oser. »

Gauguin a animé les mouvements mystiques et symbolistes de Pont-Aven, puis des nabis où ses théories sur le cloisonnisme et le synthétisme ont été initiées par Émile Bernard, Paul Sérusier et Maurice Denis et par le critique symboliste Gabriel-Albert Aurier. À la mort de Gauguin, à l'occasion d'expositions lui rendant hommage, ses idées se sont répandues, non sans extrapolation souvent, au Picasso de la période bleue et rose, puis aux groupes des fauves (Henri Matisse, André Derain, Raoul Dufy), des cubistes (Roger de La Fresnaye), des expressionnistes allemands (Jawlensky, Otto Mueller, Ernst Ludwig Kirchner, Paula Modersohn-Becker…) et le groupe Die Brücke[réf. souhaitée].
La première rétrospective a lieu en Allemagne à Weimar, organisée par le comte Harry Kessler, en relation avec Gustave Fayet, collectionneur qui lui prête de nombreuses toiles. Fayet a sans doute été le collectionneur français détenant le plus grand nombre d'œuvres de Gauguin (70 à son décès en 1925).

### Controverses
À partir de la fin des années 2010, la façon dont l'histoire de Gauguin est racontée a été remise en question à travers des expositions et des articles. En 2019-2020, la National Gallery de Londres et le Musée des beaux-arts du Canada d'Ottawa organisent l'exposition « Gauguin Portraits ». Les commissaires y préviennent les visiteurs en des termes euphémisants : 

« Il a eu des relations sexuelles avec des jeunes filles, en a épousé deux, a eu des enfants avec elles. Gauguin a sans aucun doute usé de son statut d’Occidental privilégié pour profiter d’un maximum de liberté sexuelle. »

Cela a été l'occasion de nombreux débats et notamment d'une remise en cause plus profonde d'un point de vue postcolonial et post-Metoo. La journaliste Farah Nayeri a particulièrement développé ces questions dans son article « Is It Time Gauguin Got Canceled? » du New York Times.
Deux ans après, l'exposition « Paul Gauguin – Why Are You Angry? » à la Alte Nationalgalerie de Berlin a insisté plus particulièrement sur le regard et les pratiques colonialistes de Gauguin, dans son mode de vie et dans ses œuvres.

### Cote de ses œuvres
- Nafea faa ipoipo, vendu 7 francs aux Marquises à la mort de l'artiste[78], a été achetée, le 7 février 2015, pour un montant de 300 millions de dollars (265 millions d'euros), ce qui en fait, à la date de la vente, l'un des records de prix pour une toile. Il a été acheté par les musées du Qatar[79].
- La Fin royale a été achetée par le Getty Museum de Los Angeles en mars 2008 pour un montant qui pourrait approcher les trente millions de dollars[réf. souhaitée].
- L'Art Institute de Chicago a acheté vers 2001, une statue de Gauguin, Un faune, qui s'est révélée être un faux moderne réalisé par une famille anglaise, les Greenhalgh[80].

### Musées et conservation
À Clohars-Carnoët, la Maison-Musée du Pouldu offre une reconstitution de l'auberge du XIXe siècle, où se sont retrouvés les peintres de l'École de Pont-Aven : Paul Gauguin, Paul Sérusier, Charles Filiger et Meijer de Haan (Meyer de Haan).

#### Gauguin dans les musées
- En France
  - Musée des Beaux-Arts de Brest (gravures)
  - Paris, fondation Dina Vierny ([réf. nécessaire])
  - Musée d'Orsay
  - Musée du Petit Palais (Vieil homme au bâton, Petit Palais
  - Musée des Beaux-Arts de Lyon
  - Musée des Beaux-Arts d'Orléans
  - Centre d'Interprétation Paul Gauguin, à proximité de l'Anse Turin et Anse Latouche, au Carbet, en Martinique ([réf. nécessaire])
- À l'étranger
  - Alger, Musée national des Beaux-Arts d'Alger ([réf. nécessaire])
  - Athènes, Musée d'Art contemporain Goulandrís([réf. nécessaire])
  - Bâle, Kunstmuseum
  - Baltimore, Baltimore Museum of Art ([réf. nécessaire])
  - Musée des Beaux-Arts (Boston)
  - Bruxelles, Musées royaux des Beaux-Arts de Belgique
  - Buenos Aires, Musée national des Beaux-Arts
  - Art Institute of Chicago
  - Cologne, Musée Wallraf-Richartz
  - Copenhague, Statens Museum for Kunst([réf. nécessaire])
  - Copenhague, Ny Carlsberg Glyptotek
  - Charlottenlund, Ordrupgaard
  - Edimbourg, Galeries nationales d'Écosse
  - Essen, Musée Folkwang ([réf. nécessaire])
  - Musée municipal de Göteborg ([réf. nécessaire])
  - Saint-Pétersbourg, musée de l'Ermitage
  - Londres, Tate Gallery ; Courtauld Gallery
  - Munich, Neue Pinakothek
  - Moscou, musée Pouchkine
  - New York, The Metropolitan Museum of Art
  - Tokyo, Musée national de l'Art occidental

En 2003, le maire d'Atuona, Guy Rauzy lance la création d'un centre culturel Paul-Gauguin dans sa commune. Sur demande de Jean Saucourt, une équipe de fouille retrouve le puits dans lequel les restes invendus de la maison de Gauguin avaient été jetés. On y retrouve, dans une bouteille, quatre dents qui seront confiées à l'historienne Caroline Boyle-Turner. Cette dernière, passionnée par la vie du peintre, entreprend un test ADN et des analyses chimiques qui révèlent que les dents du peintre ne contenaient pas de trace de mercure utilisé pour soigner la syphilis qu'aurait contractée le peintre en 1895 selon plusieurs de ses biographes, et pas de trace d'arsenic qu'il aurait utilisé pour calmer les douleurs de ses plaies aux jambes.
Selon Paul-Robert Thomas, le musée Gauguin d'Atuona présente des toiles du copiste Alin Marthouret, ancien détenu et vrai faussaire « officiel ».

### Dans les arts et la culture populaire

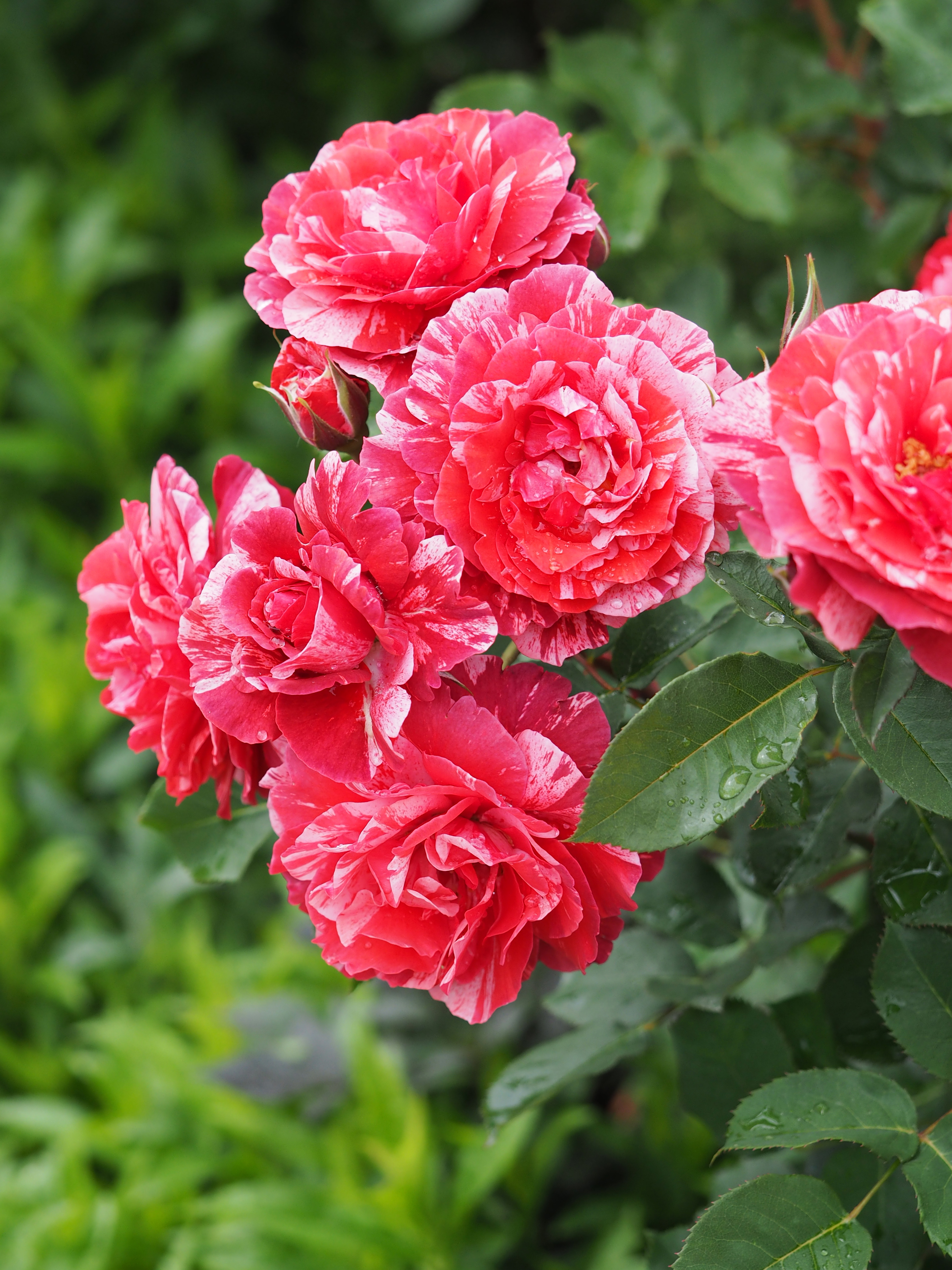
Roses 'Paul Gauguin'.

#### Filmographie
Cinéma
- 1950 : Gauguin réalisé en 1950 par Alain Resnais.
- 1956 :  La Vie passionnée de Vincent van Gogh (titre original : Lust for Life) de Vincente Minnelli, avec Anthony Quinn dans le rôle de Gauguin.
- 1986 : Gauguin, le loup dans le soleil (Oviri) d'Henning Carlsen avec Donald Sutherland dans le rôle de Gauguin.
- 1990 : Vincent et Théo de Robert Altman avec Wladimir Yordanoff dans le rôle de Gauguin.
- 2003 : Gauguin (Paradise Found) de Mario Andreacchio, avec Kiefer Sutherland dans le rôle de Gauguin.
- 2017 : Gauguin : Voyage de Tahiti, réalisé par Édouard Deluc. Gauguin est incarné par Vincent Cassel[84].

Téléfilm
- 1980 : Gauguin le Sauvage de Fielder Cook.

Série
- 1975 : Paul Gauguin de Roger Pigaut avec Maurice Barrier dans le rôle de Gauguin.

#### Littérature
Roman
- Paul Gauguin est le héros, avec Flora Tristan, du roman Le Paradis — un peu plus loin de Mario Vargas Llosa (prix Nobel de littérature 2010). Dans ce livre qui retrace sa vie à Tahiti, il est appelé « Koké le Maori » en référence à son désir de devenir un véritable « sauvage », de quitter la civilisation européenne qui l'aurait détruit. Y est décrite, entre autres, la conception du tableau que l'écrivain considère comme le chef-d’œuvre de Gauguin et qui s'intitule Manao Tupapau (Elle pense au revenant ou Le revenant pense à elle).
- Somerset Maugham s'est inspiré de la vie de Paul Gauguin pour son personnage Charles Strickland dans L’Envoûté (The Moon and Sixpence, 1919).

Nouvelles
- La nouvelle Le Maître du Jouir de Victor Segalen a pour protagoniste une version romancée de Gauguin. Victor Segalen est aussi l'auteur d'un article paru au Mercure de France en juin 1904 sous le titre Gauguin dans son dernier décor. Il a écrit, en 1916, un Hommage à Gauguin pour servir de préface à l'édition des lettres de Gauguin à son ami Georges-Daniel de Monfreid[85].

#### Peinture
Dans plusieurs de ses tableaux Herman Braun-Vega rend hommage à Gauguin comme dans Paul retouchant un tableau de Henri (Gauguin et Matisse) où il souligne l'influence de ce dernier sur Henri Matisse. C'est aussi le cas dans des tableaux où les personnages de Gauguin cohabitent avec des Nus bleus de Matisse comme dans Nature des Îles (Gauguin, Matisse) et Crépuscule tahitien (Gauguin, Matisse).

### Hommages

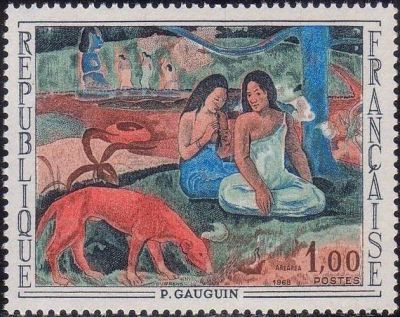
Timbre émis par la République Française en 1968.

- La rose Paul Gauguin, une rose hybride de thé de chez Delbard, a été baptisée de son nom en 1992. Cette rose panachée fait partie de la série des « roses de peintres ».
- En astronomie, sont nommés en son honneur (10136) Gauguin, un astéroïde de la ceinture principale d'astéroïdes[91], et Gauguin, un cratère de la planète Mercure[92].
- La Poste française a utilisé 6 fois un tableau de Gauguin pour illustrer un timbre, en 1968, 1998, 2006, 2011, 2013 et 2015.

#### Catalogues raisonnés
- Marcel Guérin, L’Œuvre gravé de Gauguin, Paris, 1927 ; reprint, San Francisco, 1980.
- (en) Christopher Gray, Sculpture and Ceramics of Paul Gauguin, Baltimore, 1963 ; nouv. éd. New York, 1980.
- Georges Wildenstein avec Raymond Cogniat, Gauguin. 1, Catalogue, éditions Les Beaux-Arts, Éditions d'Études et de Documents, Paris, 1964.
- (en) Merete Bodelsen (da), Gauguin’s Ceramics: A Study in the Development of his Art, Londres, 1964.
- Gabriele Mandel (it), Tout l’œuvre peint de Gauguin, Paris, 1987 (première éd. 1972)  (ISBN 2-08-011218-X).
- Richard S. Field, Paul Gauguin: Monotypes, Philadelphie, 1973.
- (en) Elizabeth Mongan, Eberhard W. Kornfeld (en), Harold Joachim, Paul Gauguin: Catalogue Raisonné of his Prints, Bern, 1988  (ISBN 3-85773-019-6).
- Jean-Pierre Zingg avec Marie-José Pellé, Les Éventails de Paul Gauguin, Papeete, Éd. Avant & Après, 1996 (repr. 2001), 102 p.  (ISBN 9782907716222).
- Daniel Wildenstein avec Sylvie Crussard et Martine Heudron, Gauguin. Premier itinéraire d'un sauvage. Catalogue de l'œuvre peint, 1873-1888, Milan, Paris, 2001  (ISBN 88-8118-937-2).

#### Sur Gauguin
- Laure Dominique Agniel, Gauguin aux Marquises : L'homme qui rêvait d'une île, Paris, Éditions Tallandier, 2016, 222 p. (ISBN 979-10-210-1818-1)
- Emmanuelle Baum et Sarah Vincent, Gauguin en Polynésie, Garches, éditions À Propos, coll. « Dans l'univers de… », 2006, 64 p.  (ISBN 978-2915398007).
- Bayle-Ottenheim J. et Meyer N., La Critique hostile à Gauguin, Paris, Editions Jannink, 2003, 48 p.  (ISBN 978-2-90246-289-6).
- Bénézit, Dictionnaire critique et documentaire des peintres, sculpteurs, dessinateurs et graveurs de tous les temps et de tous, vol. 5, éditions Gründ, 8 février 1999, 13440 p. (ISBN 2-7000-3015-X et 2700030109), p. 908-913
- Françoise Cachin, Gauguin, Paris, Flammarion, 2003, 311 p. (ISBN 2-08-011295-3)
- Isabelle Cahn, Gauguin et le mythe du bon sauvage, Paris, Flammarion, 1988
- Isabelle Cahn, ABCdaire Gauguin, Paris, Flammarion, 2003
- André Cariou, Gauguin et l'école de Pont-Aven, Paris, Hazan, coll. « Beaux Arts », 2015, 300 p.  (ISBN 9782754107679).
- Caroline Boyle-Turner , Paul Gauguin et les Marquises : Paradis trouvé ?  préface de Maris Gauguin, éd. Vagamundo-Nizon, 2016, 250 p.  (ISBN 979-10-92521-15-3).
- Jean-Luc Coatalem, Je suis dans les mers du Sud. Sur les traces de Paul Gauguin, Paris, Grasset, coll. « Littérature & Documents », 2001, 314 p.  (ISBN 2-246-58561-9).
- Raymond Cogniat, Gauguin, Paris, éd. Braun, Collection des maîtres, 1938.
- Jean-Marie Dallet, Je, Gauguin, éd Laffont, 1981, réédité par La Table Ronde, 2017.
- Bengt et Marie-Thérèse Danielsson, Gauguin à Tahiti et aux îles Marquises, Papeete, Éditions du Pacifique, 1975, 327 p.  (ISBN 978-2857000570) ; trad. d'après Gauguins söderhavsar, Stockholm, 1964) nouv. édition, Paris, 1989  (ISBN 2-266-02727-1).
- Denise Delouche, « Gauguin : entre Japon et Bretagne », ArMen, éditions Fitamant, no 191,‎ novembre-décembre 2012, p. 48-53 (ISSN 0297-8644)
- (en) Charles Gorham (trad. F. M. Watkins), Et l'or de leurs corps : le roman de Gauguin, Paris, René Julliard, 30 mai 1956, 1339e éd., 375 p., p. 11-375
- Christian Jamet, Gauguin à Orléans, Joué-lès-Tours, Éditions La Simarre, 2013, 99 p. (ISBN 978-2-36536-021-0)
- Christian Jamet, Gauguin : Les chemins de la spiritualité, Paris, Cohen & Cohen Éditeurs, 2020, 324 p. (ISBN 978-2-36749-065-6), p. 353
- Alain Georges Leduc, Résolument moderne, Gauguin céramiste, 2003, E. C. Éditions, 135 p. (ASIN B006F205FM).
- Georges-Daniel de Monfreid, Sur Paul Gauguin [inclut des bois dessinés et gravés d'après Paul Gauguin par Daniel de Monfreid], La Rochelle, 2003  (ISBN 2-84327-092-8) : contient les lettres de G. D. de Monfreid à Paul Gauguin, décembre 1897-août 1903.
- Henri Perruchot, Gauguin. Sa vie ardente et misérable, Le Sillage, 1948, 332 p. (ASIN B0017V0Y4I).
- Henri Perruchot, La Vie de Gauguin, Le Livre de poche, 1963, 442 p. (ASIN B0014QOQ7M).
- Anne Pingeot et Marla Prather, Robert Mangold, Paul Gauguin, Paris, Argol, 2006.
- Gilles Plazy, Paul Gauguin, l'insurgé solaire, La Sirène étoilée, 2015  (ISBN 979-10-94617-01-4).
- Jean-François Staszak, Géographies de Gauguin, Paris, Bréal, 2003  (ISBN 2-7495-0124-5).
- Antoine Terrasse, L'Aventure de Pont-Aven et Gauguin, avec MaryAnne A. Stevens et André Cariou, édité par le musée des beaux-arts de Quimper, 2003.

#### Bases de données et dictionnaires
- Ressources relatives aux beaux-arts :   - AGORHA
  - Art Institute of Chicago
  - Art UK
  - Artists of the World Online
  - Auckland Art Gallery
  - Bénézit
  - Bridgeman Art Library
  - British Museum
  - Collection de peintures de l'État de Bavière
  - Galerie nationale de Finlande
  - Grove Art Online
  - J. Paul Getty Museum
  - Kunstindeks Danmark
  - MNBAQ
  - Musée d'art Nelson-Atkins
  - Musée d'Orsay
  - Musée des beaux-arts du Canada
  - Musée national du Victoria
  - Musée Städel
  - Musée Thyssen-Bornemisza
  - Museum of Modern Art
  - MutualArt
  - National Gallery of Art
  - Nationalmuseum
  - RKDartists
  - Royal Academy of Arts
  - Tate
  - Te Papa Tongarewa
  - Union List of Artist Names
- Ressources relatives à la musique :   - Discogs
  - MusicBrainz
- Ressources relatives à la recherche :   - Isidore
  - Persée
- Ressources relatives à l'audiovisuel :   - Allociné
  - IMDb
- Ressource relative à la littérature :   - Internet Speculative Fiction Database
- Ressource relative à plusieurs domaines :   - Radio France
- Notices dans des dictionnaires ou encyclopédies généralistes :   - Britannica
  - Brockhaus
  - Den Store Danske Encyklopædi
  - Deutsche Biographie
  - Enciclopédia Itaú Cultural
  - Gran Enciclopèdia Catalana
  - Hrvatska Enciklopedija
  - Internetowa encyklopedia PWN
  - Nationalencyklopedin
  - Proleksis enciklopedija
  - Store norske leksikon
  - Treccani
  - Universalis
- Notices d'autorité :   - VIAF
  - ISNI
  - BnF (données)
  - IdRef
  - LCCN
  - GND
  - Italie
  - Japon
  - CiNii
  - Espagne
  - Belgique
  - Pays-Bas
  - Pologne
  - Israël
  - NUKAT
  - Catalogne
  - Suède
  - Vatican

#### Autres
- « Estampes et manuscrits de Paul Gauguin », sur INHA (consulté le 11 janvier 2018).
- (fr) Exposition Gauguin Tate Modern, Londres - texte intégral